# Sancerre (AOC)
Pour les articles homonymes, voir Sancerre (homonymie).
Le sancerre est un vin d'appellation d'origine contrôlée produit dans les environs de Sancerre, dans le département du Cher et la région Centre-Val de Loire. Il se présente dans les trois couleurs. Ces vins ont été classés en AOC par le décret du 14 novembre 1936 pour les blancs et par le décret du 23 janvier 1959 pour les rouges et les rosés.

## Histoire

### Antiquité
La création du vignoble sancerrois remonterait aux premiers siècles de notre ère. Les auteurs romains, Pline l'Ancien et Lucius Columella, dans le traité d'agronomie De re rustica, mentionnent l'existence d'un plant de vigne gaulois sur les bords de Loire, la Biturica, dénomination à rapprocher du peuple Biturige.

### Moyen Âge
En 582, dans ses écrits, Grégoire de Tours mentionne l’existence du vignoble de Sancerre et sa production est répertoriée dans les actes féodaux et les chartes royales qui font état des crus du Berry en 820. Puis, au XIe siècle, Raoul Tortaire, un moine de Saint-Benoît-sur-Loire, indique que cette région regorge de vins.
C’est au XIIe siècle que le vignoble connut un véritable essor principalement grâce aux efforts des moines augustins de l’abbaye Saint-Satur qui avaient besoin de vin pour le service de l'autel et pour leur consommation. Mais également avec les comtes de Sancerre et des moines bénédictins pour le vin de Menetou-Salon. Sancerre produisait alors un vin rouge réputé issu principalement du pinot noir, exporté par la Loire. Pour cette raison, il sera souvent mentionné dans les écrits royaux. Du XIIe siècle au XVe siècle, les vins du Cher se retrouvent sur les tables de nombreuses cours royales. Guillaume le Breton, poète du Roi et le poète lyrique normand Henri d'Andeli, tous deux contemporains de Philippe Auguste (1180-1223) classent le vignoble de Sancerre parmi les plus célèbres du Royaume.
En 1386-1387, il fallut 2959 journées d'hommes en 175 jours de travail pour faire près de 50 arpents (soit environ 25,5 ha) de vigne. Durant le mois de mars 1388, samedi et dimanche exceptés, il y eut entre 30 et 66 travailleurs présents dans les vignes seigneuriales. Pour tailler et piocher le seul Grand Clos, on paya 370 journées de travail. L'année suivante (1387-1388), il fallut 2867 journées de travail en 141 jours afin d'entretenir l'ensemble des vignes du comte Jean III de Sancerre.
Jean de France, duc de Berry (1340-1416) estimait comme étant « le meilleur du Royaume, le vin de Sancerre » et fait éditer une charte relative à la vente des vins de Reuilly.

### Période moderne

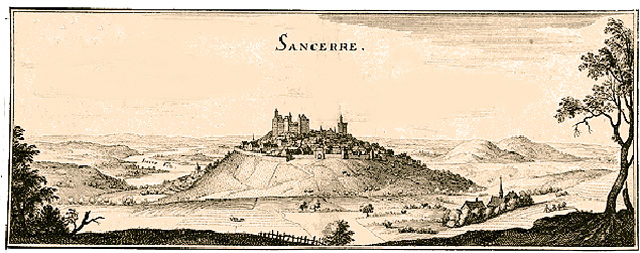
Sancerre et son vignoble en 1657, gravure de l'album Gaspard Mérian.

Au cours de la Renaissance, la production excédentaire permet l'exportation vers le Nord de l'Europe via le port de Saint-Thibault-sur-Loire, où des entrepôts ont été spécialement affectés au stockage du vin à destination de la Flandre et de l'Angleterre. En 1567, Nicolas de Nicolay dans sa Description générale des Pays et Duché de Berry puis au XVIIe siècle Gaspard Thaumas de La Thaumassière dans son Histoire du Berry ne tarissent pas d'éloges sur le vignoble et les vins de Sancerre. Dans le bailliage de Sancerre, on demande dans les cahiers de doléances de 1789 « qu’il y ait une jauge uniforme pour les vins ».
En 1777, l'abbé Poupard notait dans son livre Histoire de la ville de Sancerre l'importance pour ce terroir « des montagnes du Sancerrois. Les ravins, qui y sont multipliés, offrent partout des veines de terres différentes » et il indique que les vins de sa paroisse partent en Angleterre et en Écosse.

### Période contemporaine

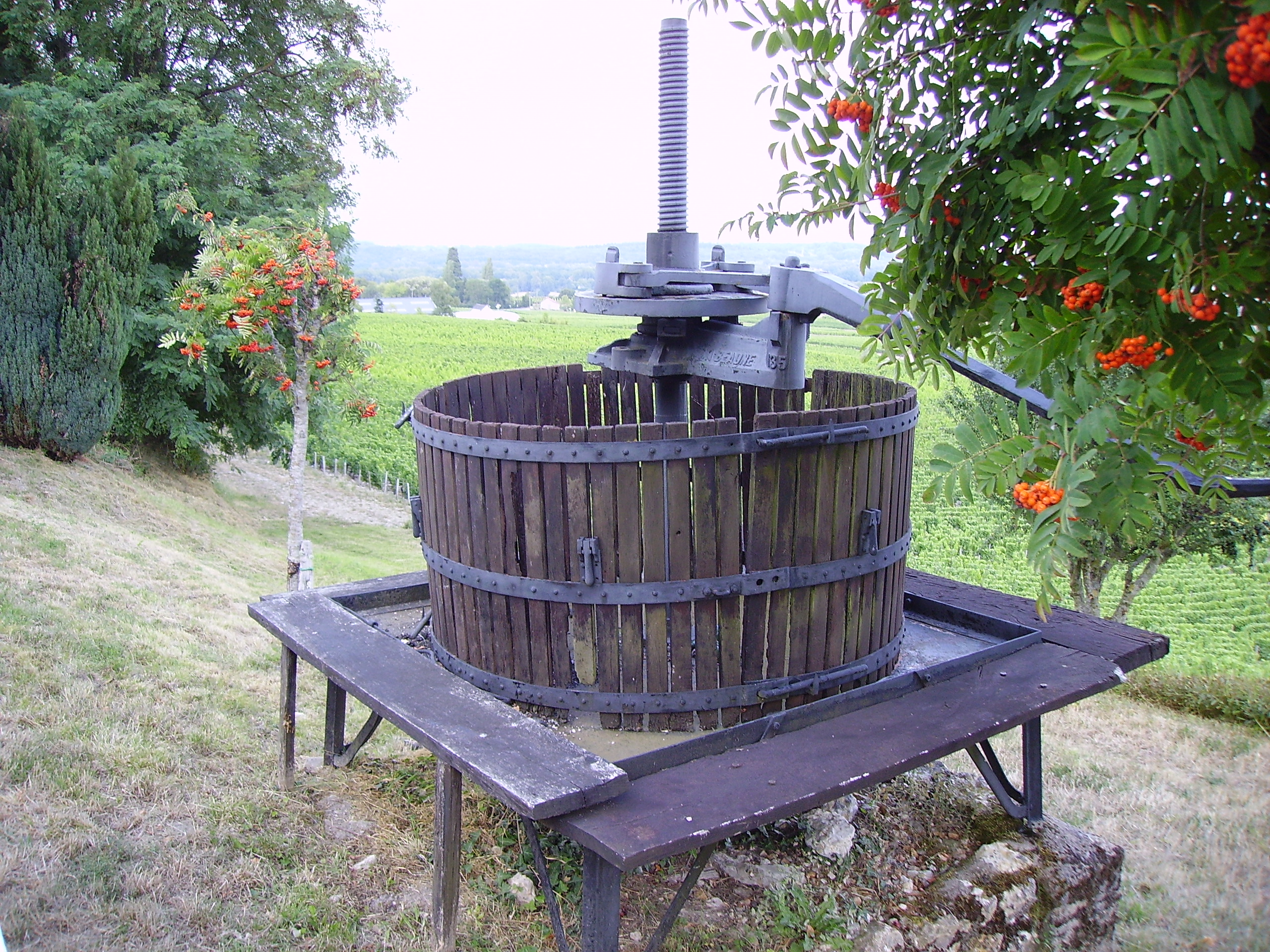
Vieux pressoir près de Sancerre.

Jules Guyot, en 1873 put constater : « Au premier coup d'œil jeté sur les vignes de Saint-Satur et de Sancerre, on reconnaît un vignoble précieux par l'extrême propreté de la terre, par les relevages, les accolages et les rognages faits avec un soin extrême ; on comprend qu'il y a là, de longue main, de bonnes pratiques, bien payées par de bons produits ».
À partir de 1886, le Sancerrois connut le terrible fléau du phylloxéra (pucerons parasites qui s’attaquent aux racines de la vigne), qui détruisit la totalité du vignoble à la fin du XIXe siècle. Les vignerons replantèrent alors dans leurs parcelles en majorité du sauvignon blanc, cépage particulièrement bien adapté au climat et aux terroirs, afin de restaurer le vignoble, sur des porte-greffes américains, plus résistants au phylloxéra. En 1921, la profession crée l'Union viticole sancerroise pour défendre son terroir. En 1931, l'union décide de saisir la justice contre les fraudeurs. Le jugement du 20 juillet 1931, décide que « seuls sont autorisés à être commercialisés sous le nom de Sancerre les vins produits à partir des cépages sauvignon B et pinot noir N, sur les communes de la zone géographique ». L'AOC est reconnue par décret du 14 novembre 1936 pour le vin blanc.
En 1956, l'Union viticole fonde le Comité de propagande des vins de Sancerre, devenu ensuite, le Comité de promotion des vins de Sancerre qui a pour charge la communication et la promotion. En 1959, l'appellation inclut les vins rouge et rosé, issus du cépage pinot noir. Avant cette date, les vins issus de pinot portaient le nom de « coteaux du Sancerrois ».

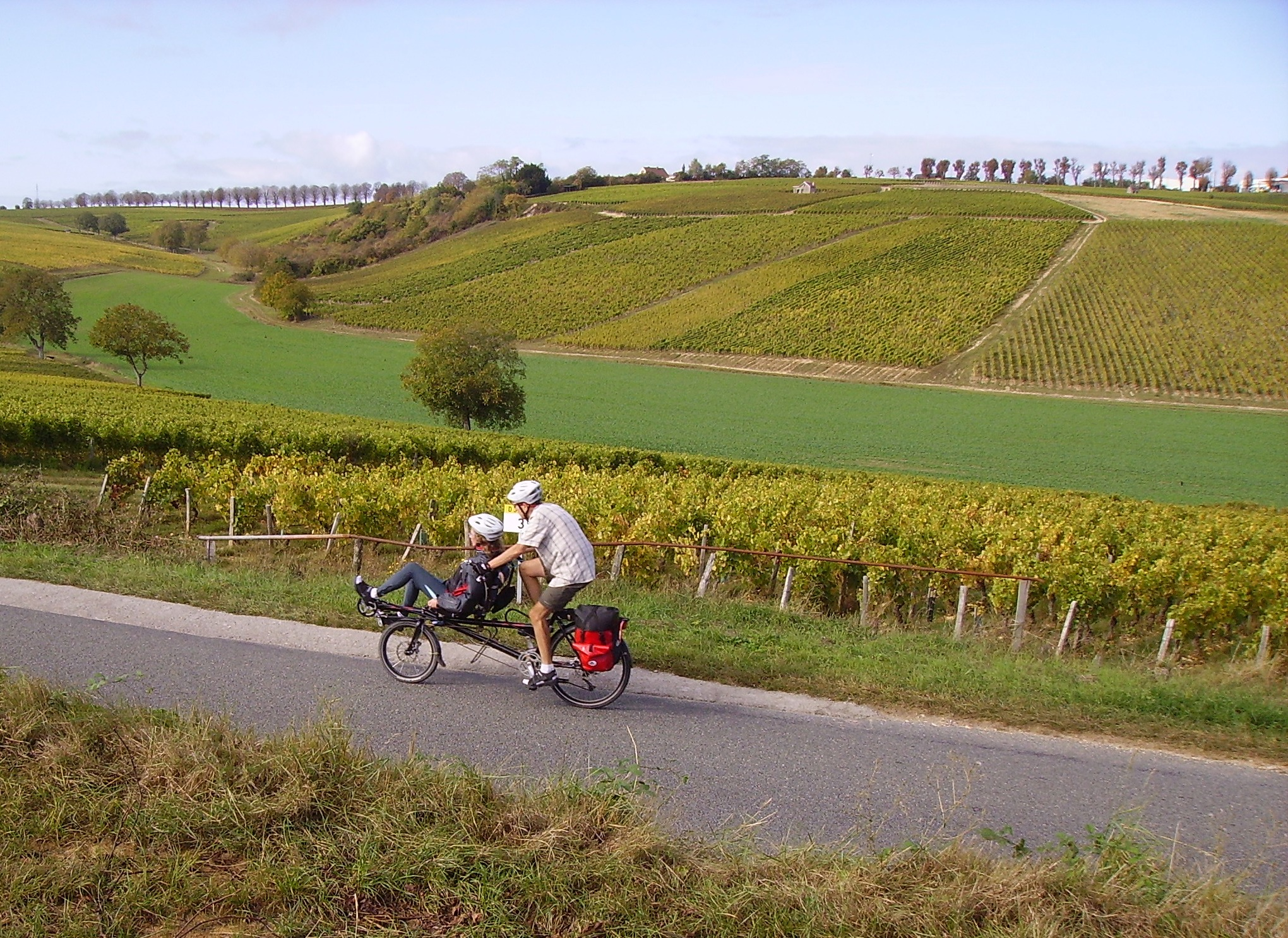
Cyclistes montant un coteau en tandem.

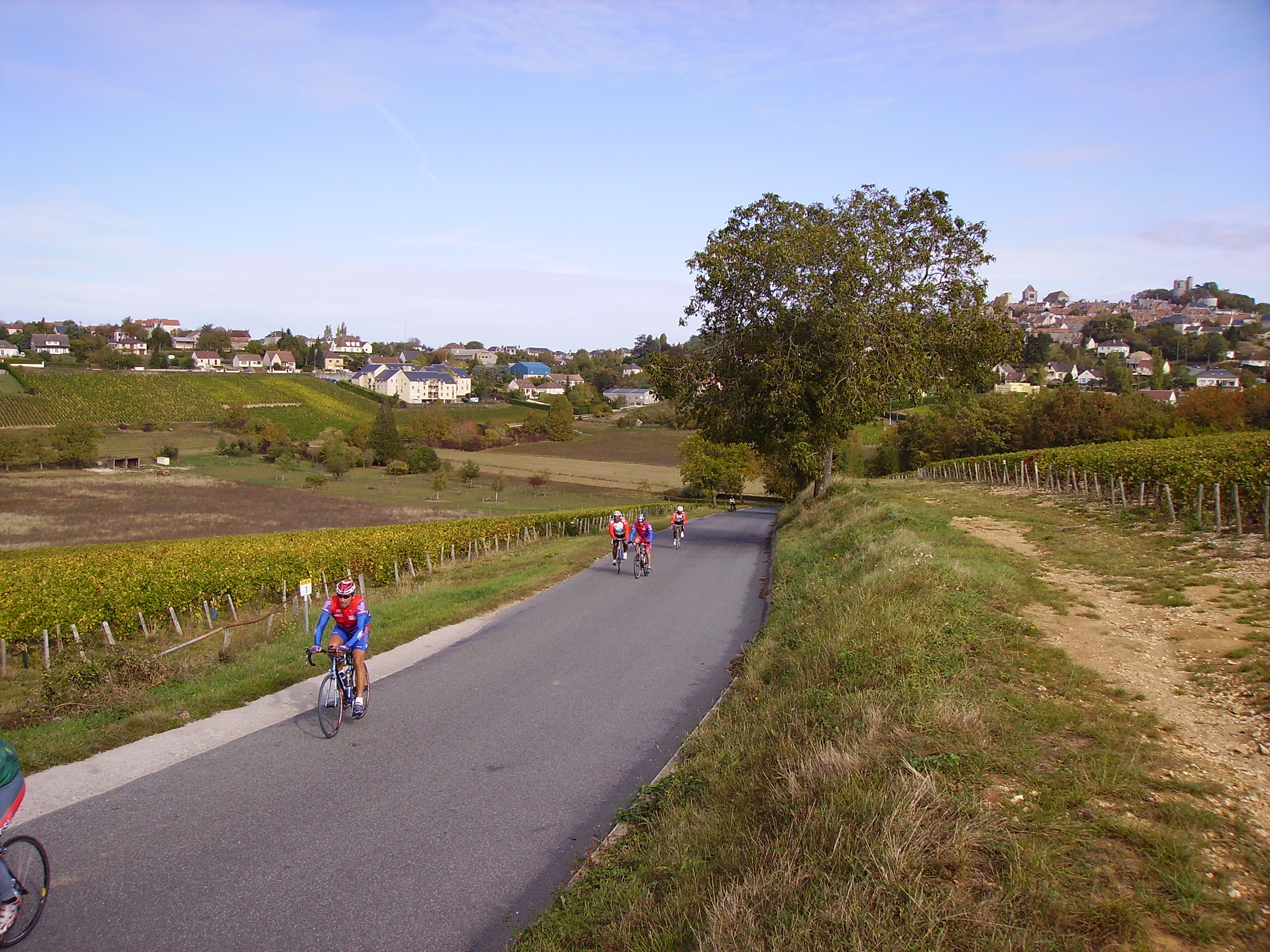
Côte de l'Orme au Loup.

Le Rallye des Vignobles figure parmi les plus importants rallyes touristiques de France par le nombre de participants. Plusieurs parcours sont proposés dans chaque discipline. Pour le vélo, le plus long développe une centaine de kilomètres, avec un dénivelé pouvant atteindre 1 400 mètres, et comprend deux pauses. Tous les circuits à vélo empruntent les collines du Sancerrois où l'expression « mettre tout à gauche » est de mise (allusion au petit braquet requis, la chaîne étant positionnée sur le plateau gauche et sur le pignon gauche). À Ménétréol-sous-Sancerre, la route pentue (~10 %) longue de plus d'un kilomètre de l'Orme au Loup est célèbre. Non loin, une cave propose, à l'occasion d'une pause, une dégustation de produits régionaux (vin blanc, rosé ou rouge ; crottin de Chavignol, croquets de Sancerre, etc.).

## Étymologie

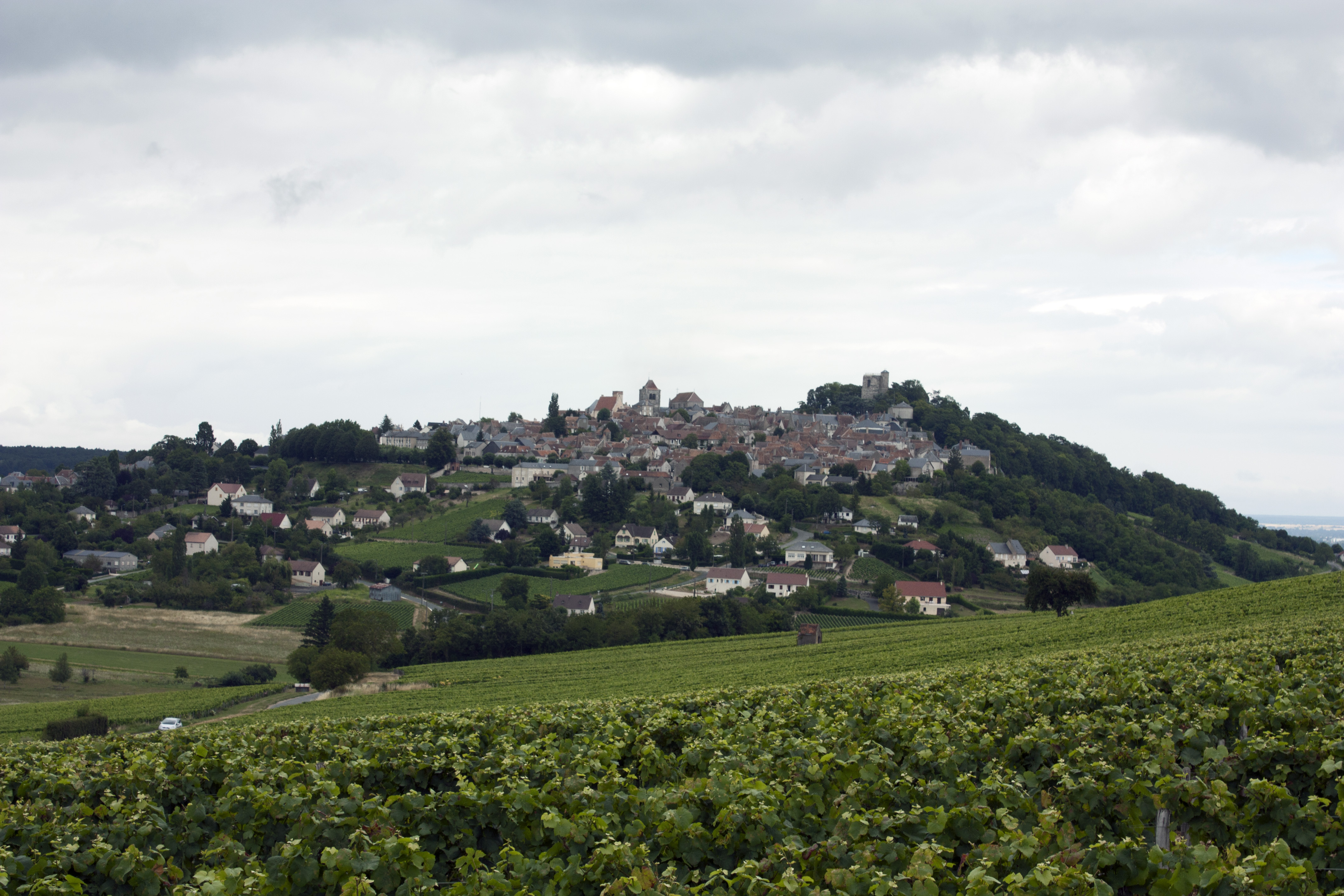
Sancerre.

La hauteur primitive sur un plateau élevé à deux kilomètres sur la rive gauche de la Loire est associée à la légende du conquérant des Gaules, César. En 1146, sacro cesaris en est d'ailleurs une dénomination de moine copiste. Ces sources érudites et historiques du XIXe siècle sont reprises par Lalanne. Le nom « Sancerre » serait tiré d'un hypothétique Sacrum Caesaris soit « de César le Sacré », ensuite christianisé en saint César ou « Saint-Cere ».
Les linguistes, historiens et archéologues s'accordent sur une autre évolution toponymique, plus complexe. Le nom antique du site de hauteur gaulois est Gortona. L'oppidum est bien antérieur à la conquête des Gaules. L'occupation de cette hauteur remonterait au-delà de la période celtique de Hallstatt. Attiré par l'eau abondante, une petite cité gallo-romaine s'installe dans la plaine alors que le site de Gortona est abandonné. Un sanctuaire dédié à saint Satyre, martyr africain du IIIe siècle s'élève à proximité des voies marchandes et d'un cimetière externes à la petite cité. Une église qui s'y maintient permet de laisser le toponyme Saint-Satur. Elle préserve le nom du martyr africain dont les restes auraient été ramenés là.
Au VIIIe siècle est attesté un habitat de hauteur sur la colline toujours dénommée Gortona selon des fouilles archéologiques. Une partie des reliques y est mise fin IXe siècle à l'abri des pillages. En 1136, Gortona commence à se dénommer dans une tradition latine Santus Satyrus. La forme populaire de Satyrus en ancien français donne Sayre, puis Serre. Sancerre est née. La colline de Sancerre a servi de refuge aux populations lors des désordres de la nature et des invasions.

## Situation géographique
Situé sur la rive gauche de la Loire, à l'est de Bourges.

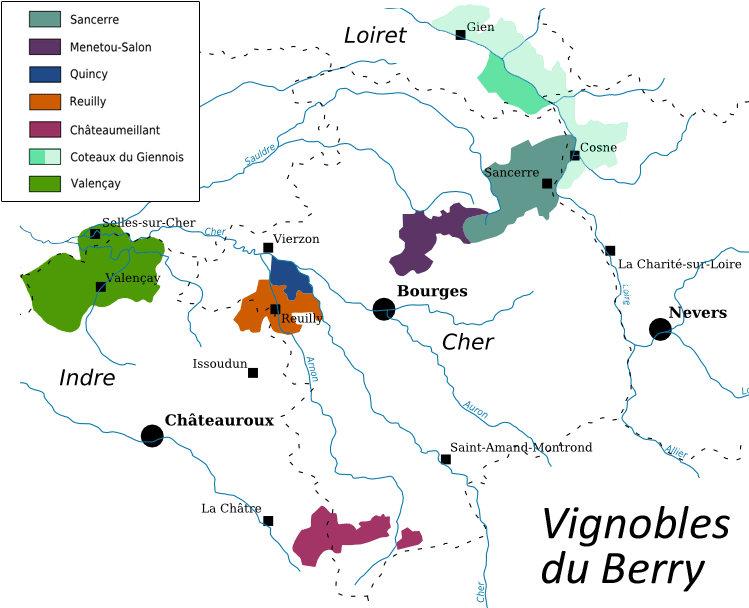

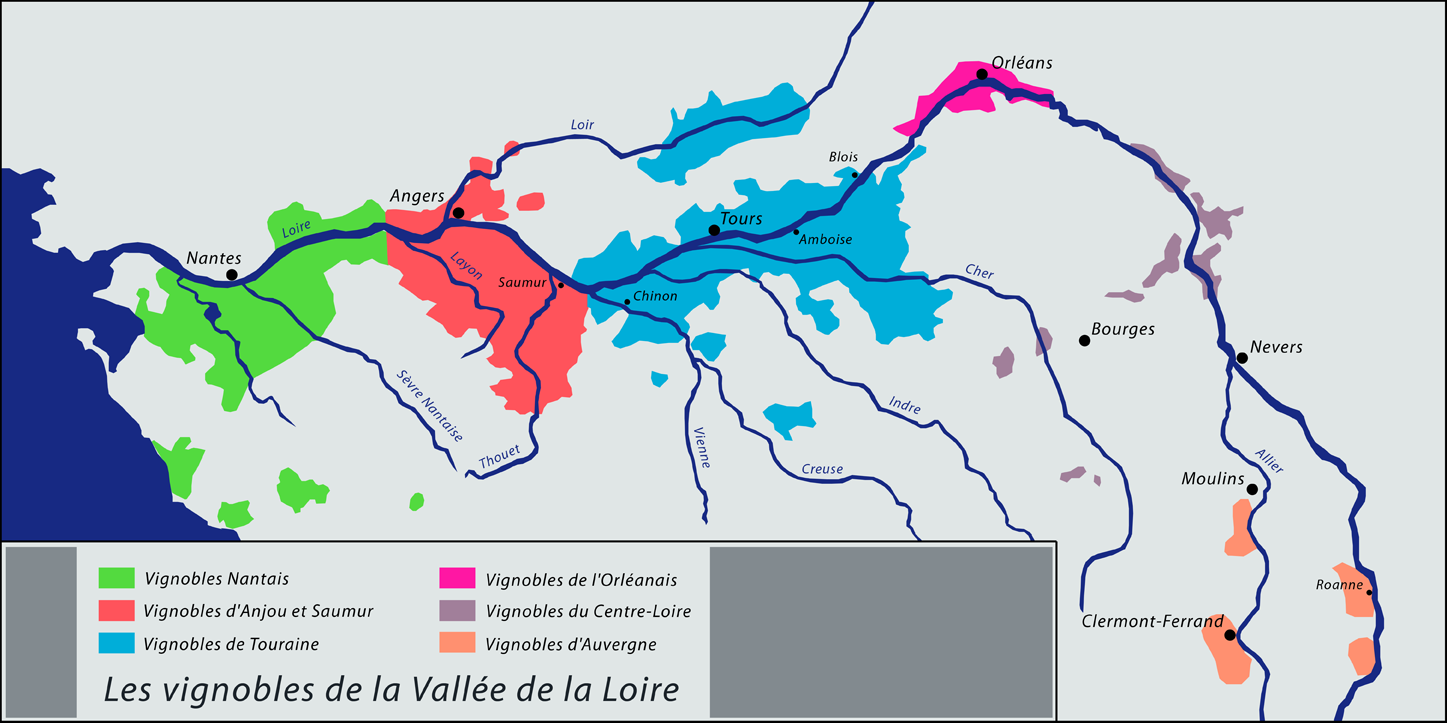

### Géologie
On distingue trois grands types de sols, d'ouest en est : marnes kimméridgiennes, calcaires secs fortement pierreux (caillottes), sols siliceux riches en silex.

Différents terroirs de l'AOC sancerre
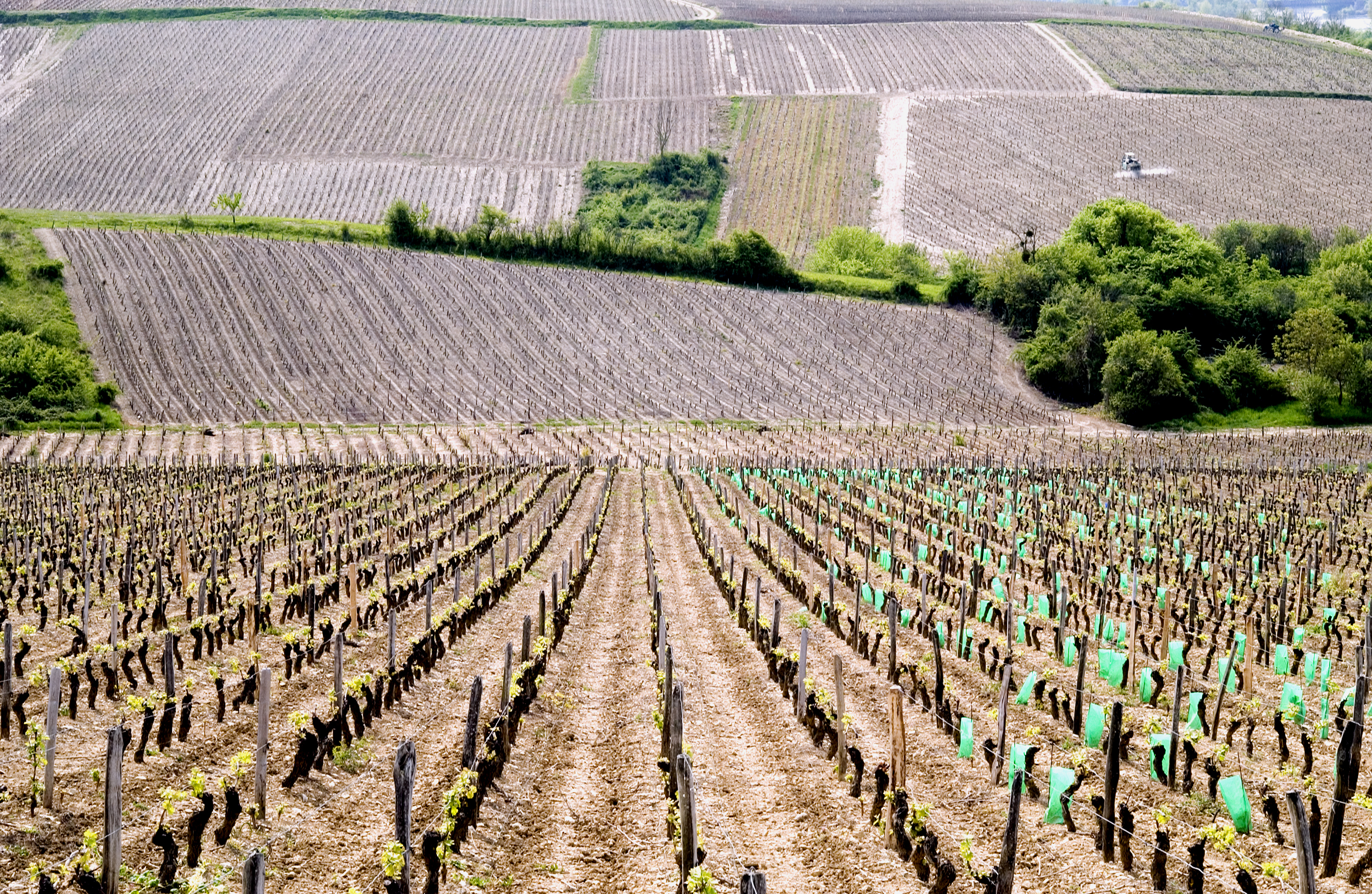
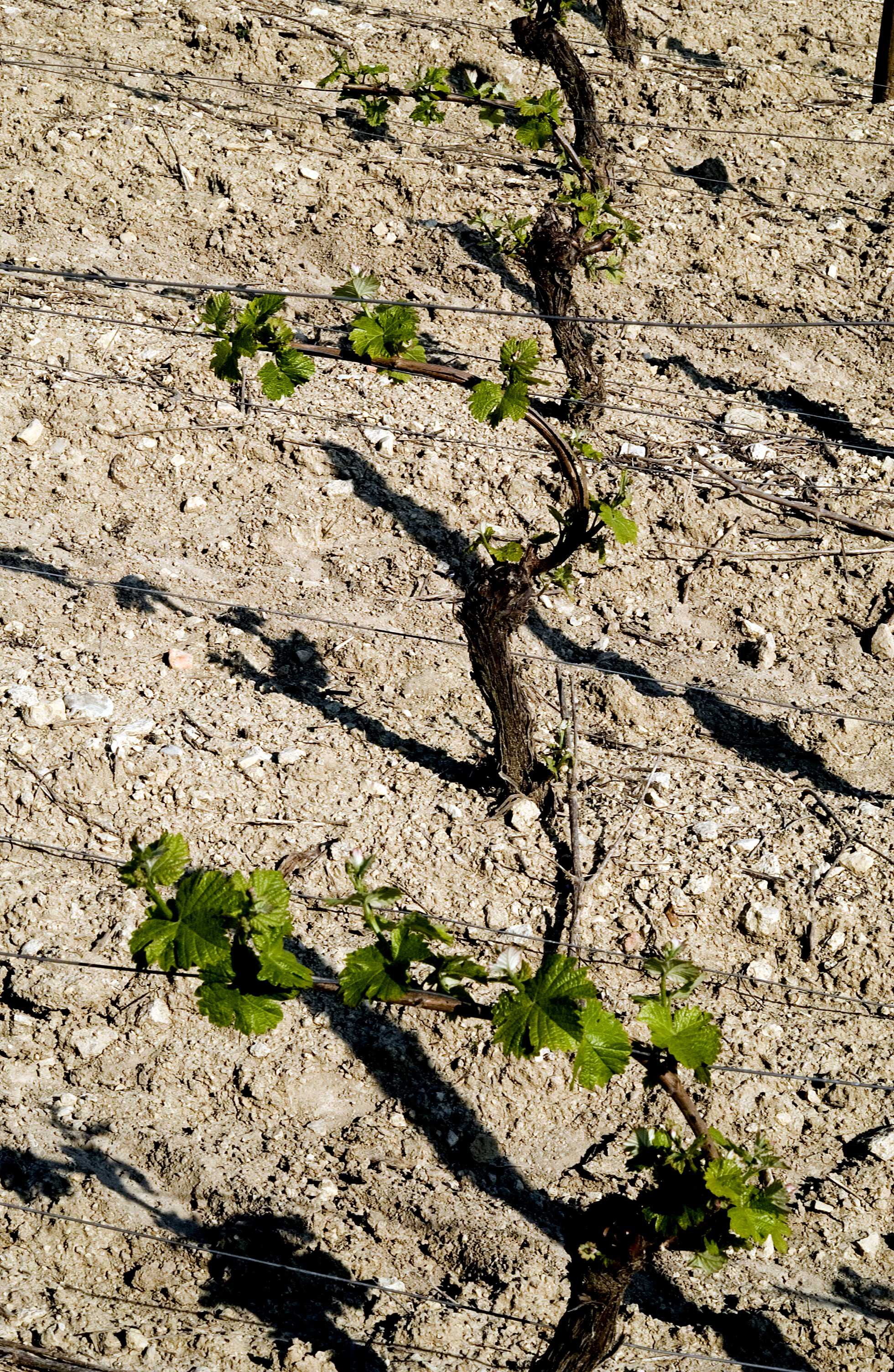
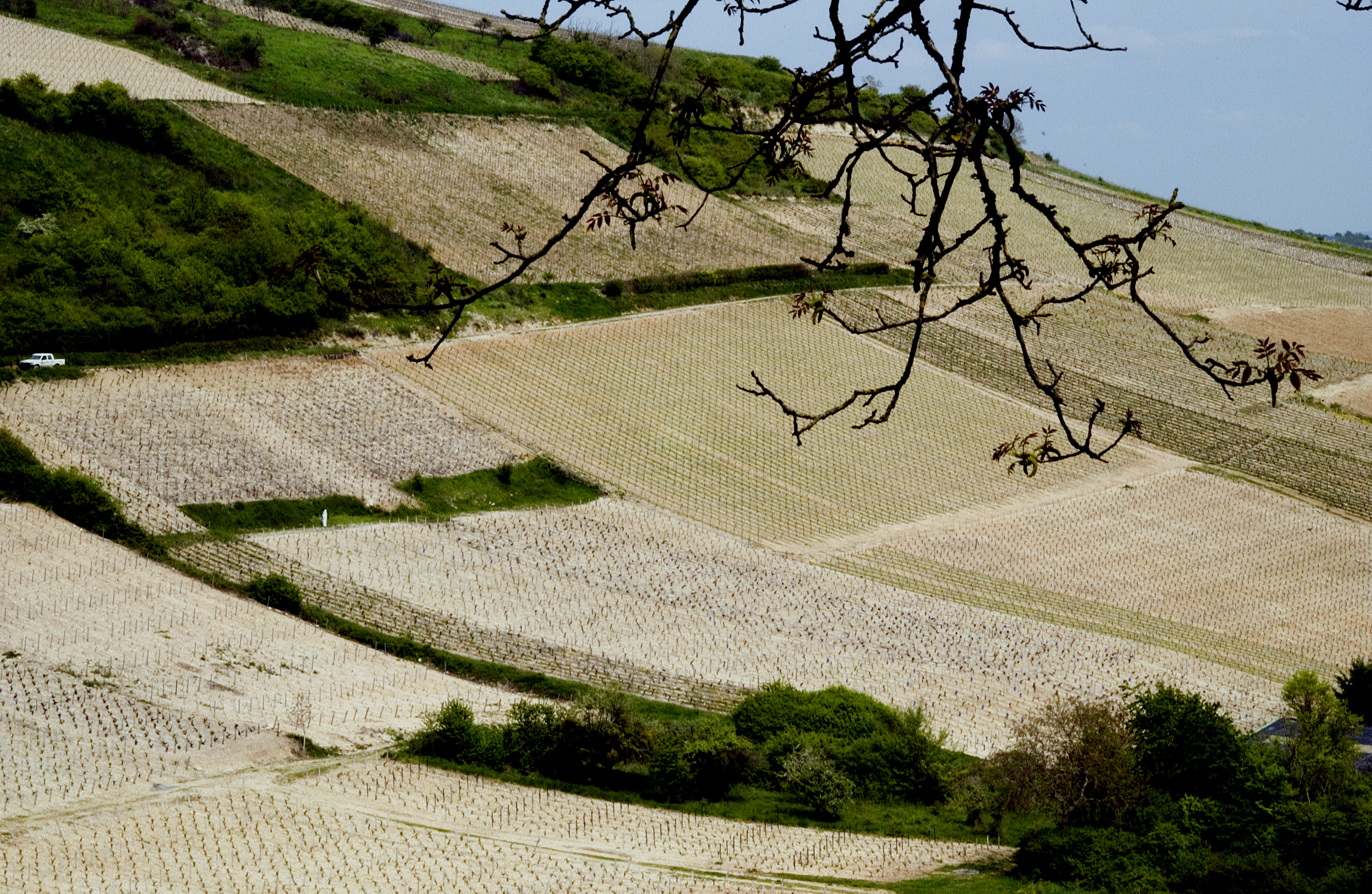

### Orographie
Le vignoble a été planté sur des collines et des coteaux aussi bien orientés, qu'exposés et protégés. Les sols sont particulièrement bien diversifiés et dénommés en fonction de leur caractéristique pédologique. Les terres blanches correspondent aux marnes argilo-calcaires du Kimméridgien, les caillottes et les griottes aux terroirs calcaires, les terres siliceuses du Tertiaire sont plus simplement désignées par les cailloux ou les silex.

Des collines et des coteaux particulièrement adaptés à la viticulture
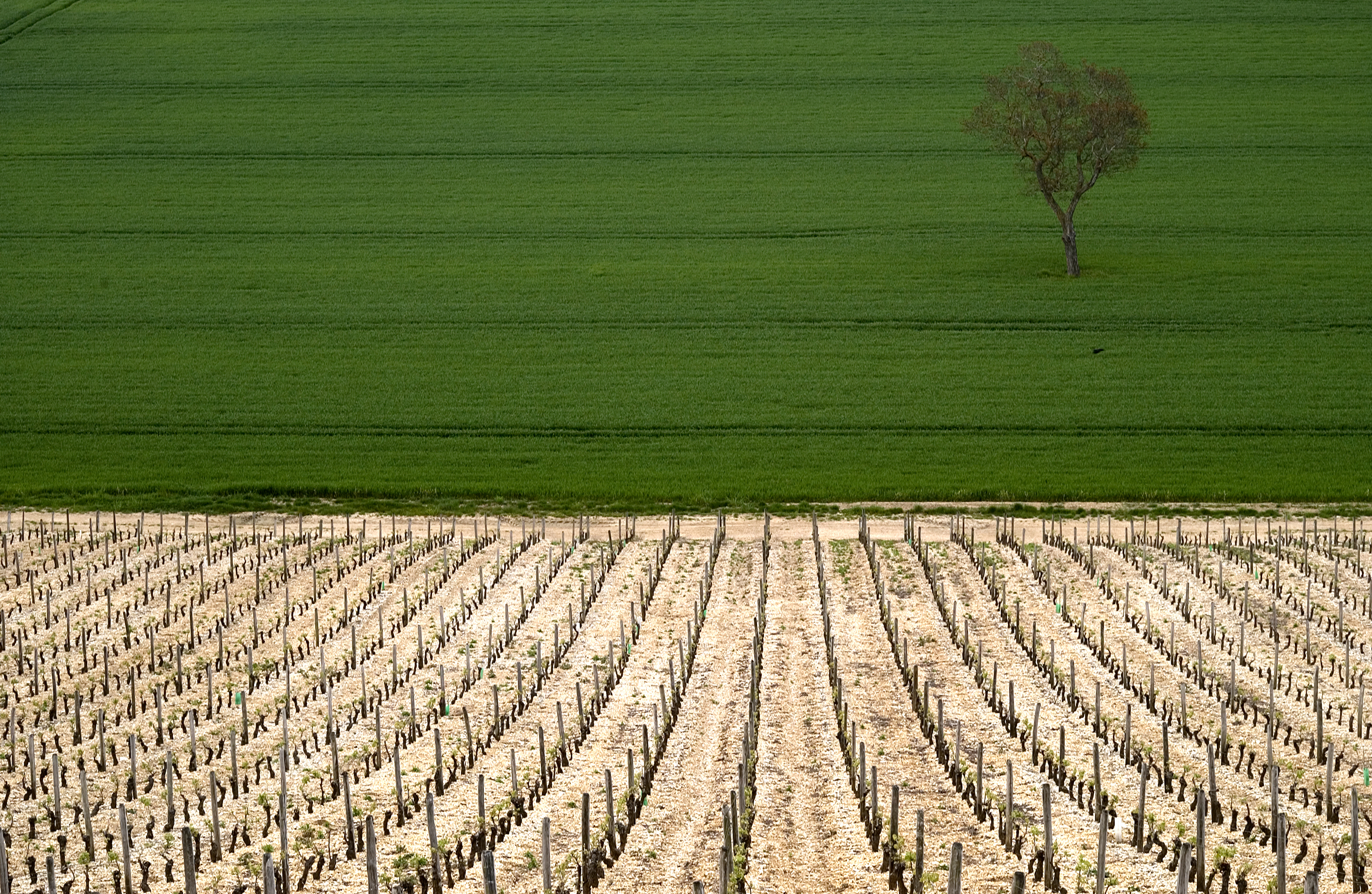
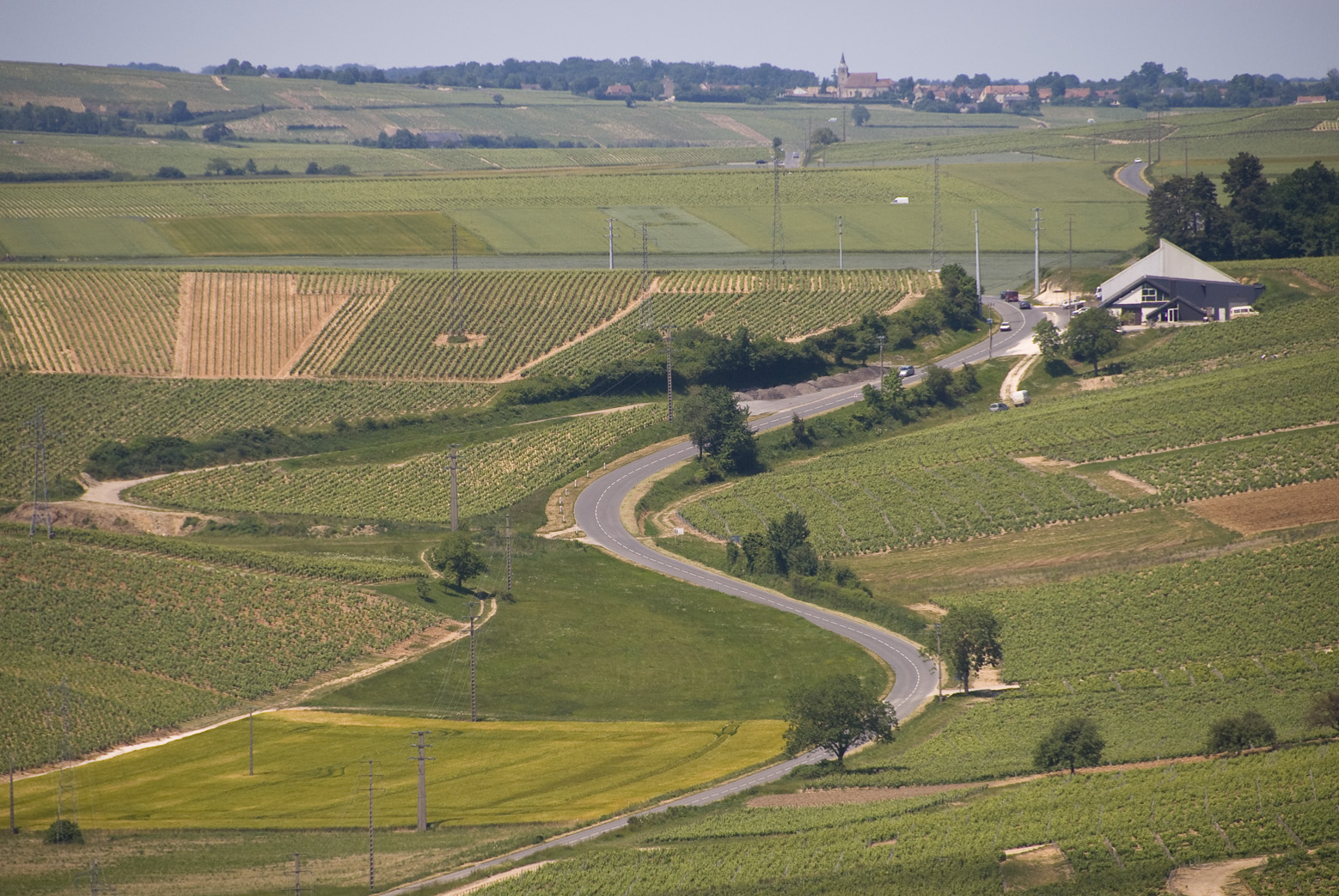
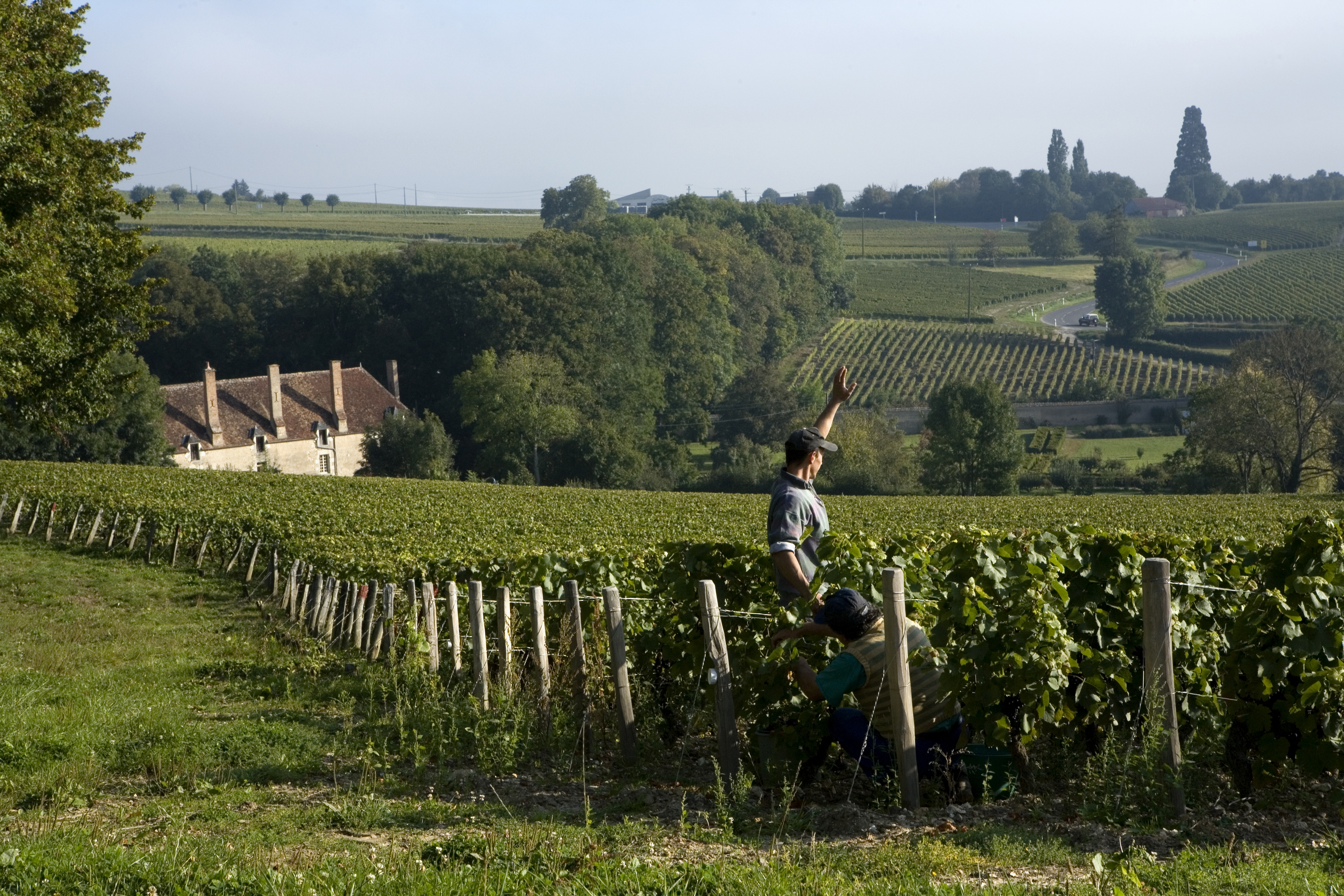

### Climat
Le climat de ce terroir viticole est de type océanique dégradé. Le tableau ci-dessous indique les températures et les précipitations pour la période 1971 - 2000 :
| Mois                                  | jan.             | fév.             | mars            | avril           | mai            | juin          | jui.            | août            | sep.            | oct.           | nov.            | déc.           | année |
| ------------------------------------- | ---------------- | ---------------- | --------------- | --------------- | -------------- | ------------- | --------------- | --------------- | --------------- | -------------- | --------------- | -------------- | ----- |
| Température minimale moyenne (°C)     | −0,9             | 1,2              | 3               | 4,8             | 8,7            | 11,5          | 13,8            | 13,6            | 10,8            | 7,6            | 3,5             | 1,8            | 6,8   |
| Température maximale moyenne (°C)     | 6,6              | 8,4              | 12              | 14,6            | 18,9           | 22,1          | 25,5            | 25,4            | 21,6            | 16,3           | 10,4            | 7,5            | 15,8  |
| Record de froid (°C) date du record   | −20,4 16/01/1985 | −16,4 14/02/1956 | −11,3 1/03/2005 | −3,7 12/04/1986 | −2,6 7/05/1957 | 3,4 5/06/1969 | 4,6 10/07/1948  | 4,6 22/08/1946  | 1,8 20/09/1962  | −5 30/10/1997  | −9,1 24/11/1998 | −14 20/12/1946 |       |
| Record de chaleur (°C) date du record | 17,6 30/01/2002  | 22,6 24/02/1960  | 29,4 25/03/1955 | 29,4 16/04/1949 | 32 27/05/2005  | 38 27/06/2011 | 39,6 28/07/1947 | 39,9 10/08/2003 | 35,1 16/09/1961 | 31,7 1/10/1985 | 22,7 3/11/1994  | 20 16/12/1989  |       |
| Précipitations (mm)                   | 56,1             | 58,2             | 53              | 58,3            | 78,5           | 58,8          | 59,8            | 50,8            | 62,6            | 66,7           | 64,1            | 65,7           | 732,6 |
| Nombre de jours avec précipitations   | 12               | 10               | 10              | 10              | 12             | 9             | 8               | 7               | 9               | 10             | 11              | 11             | 119   |

Les quatre saisons dans le vignoble de Sancerre
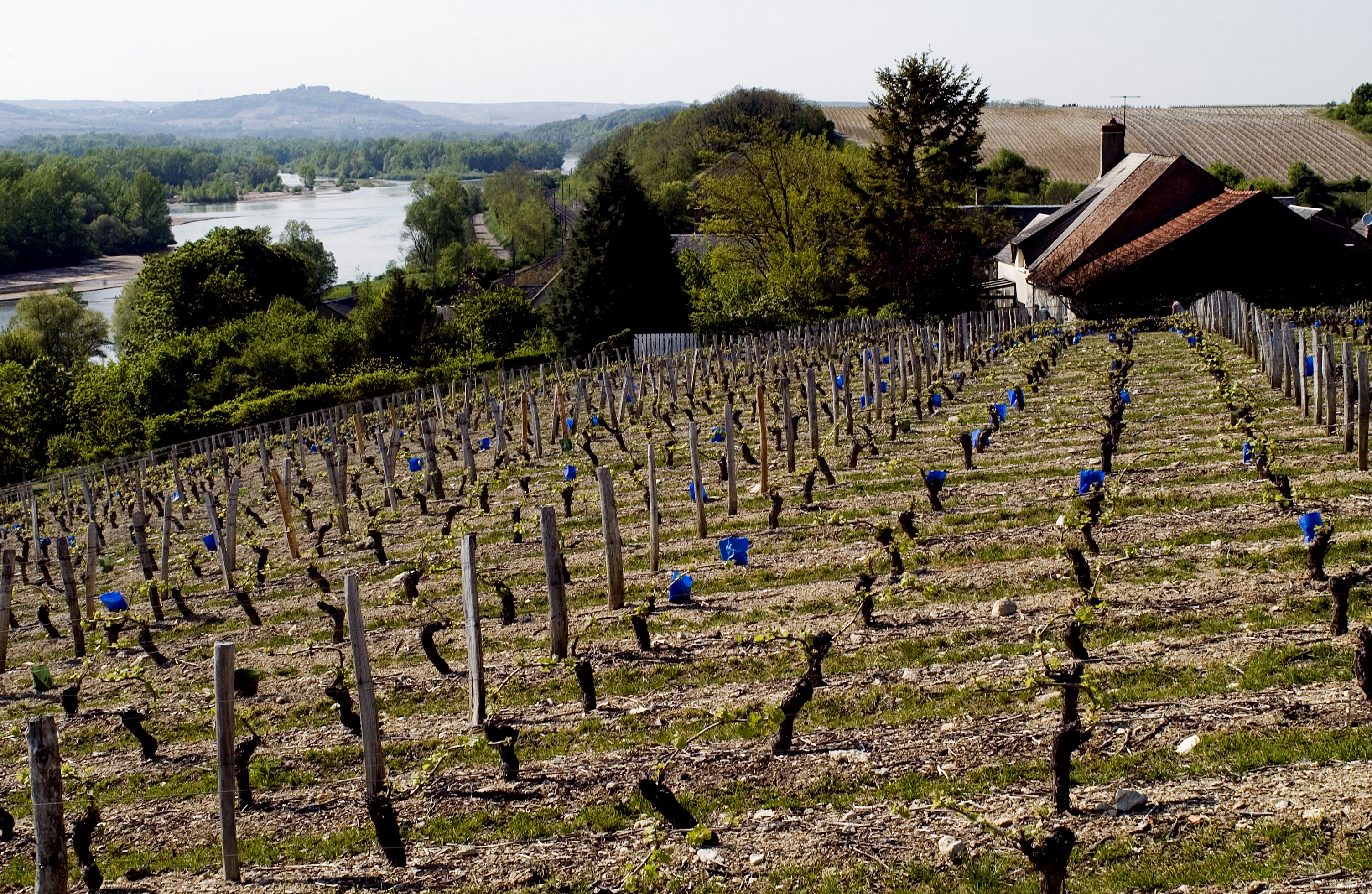
Printemps.
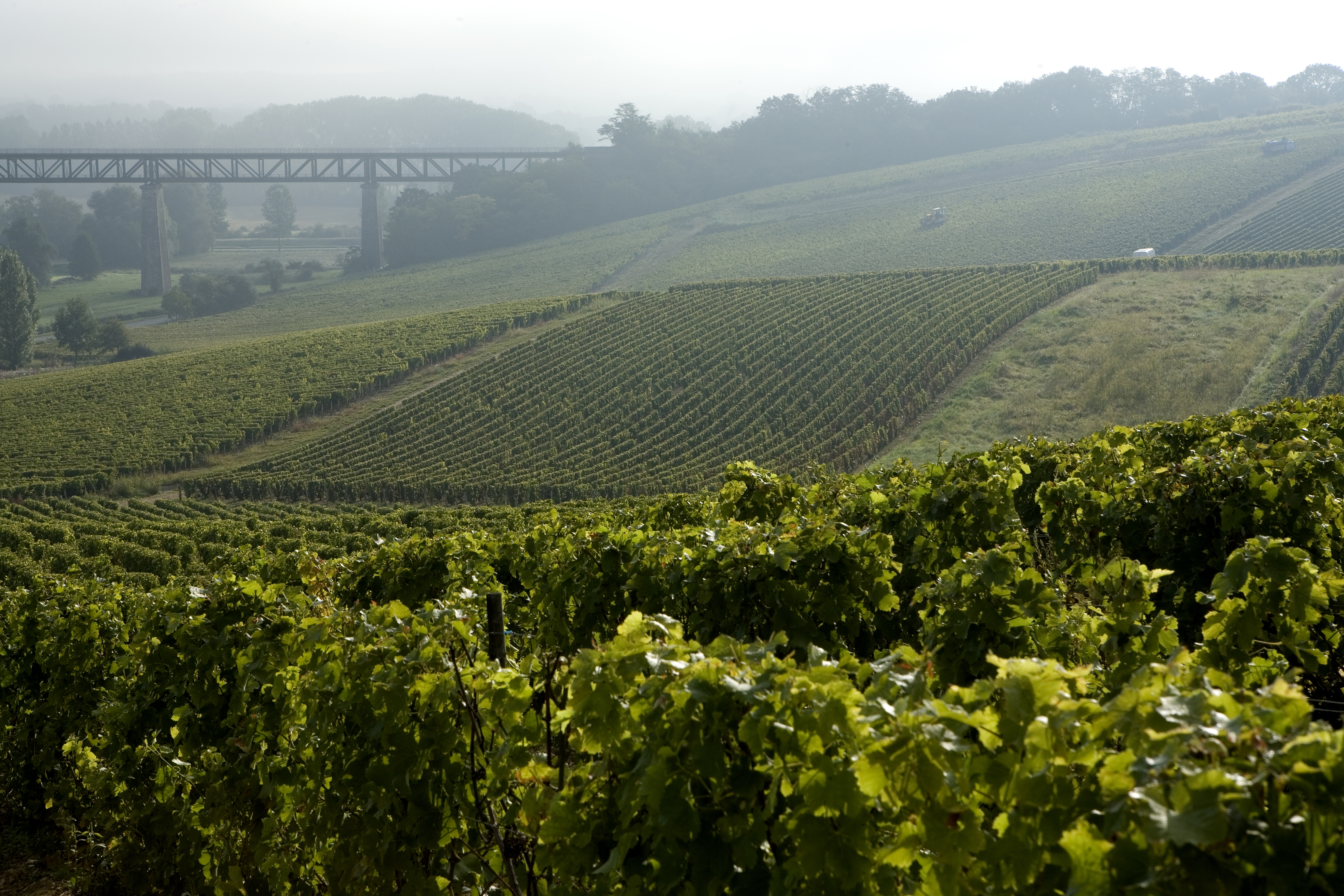
Été.
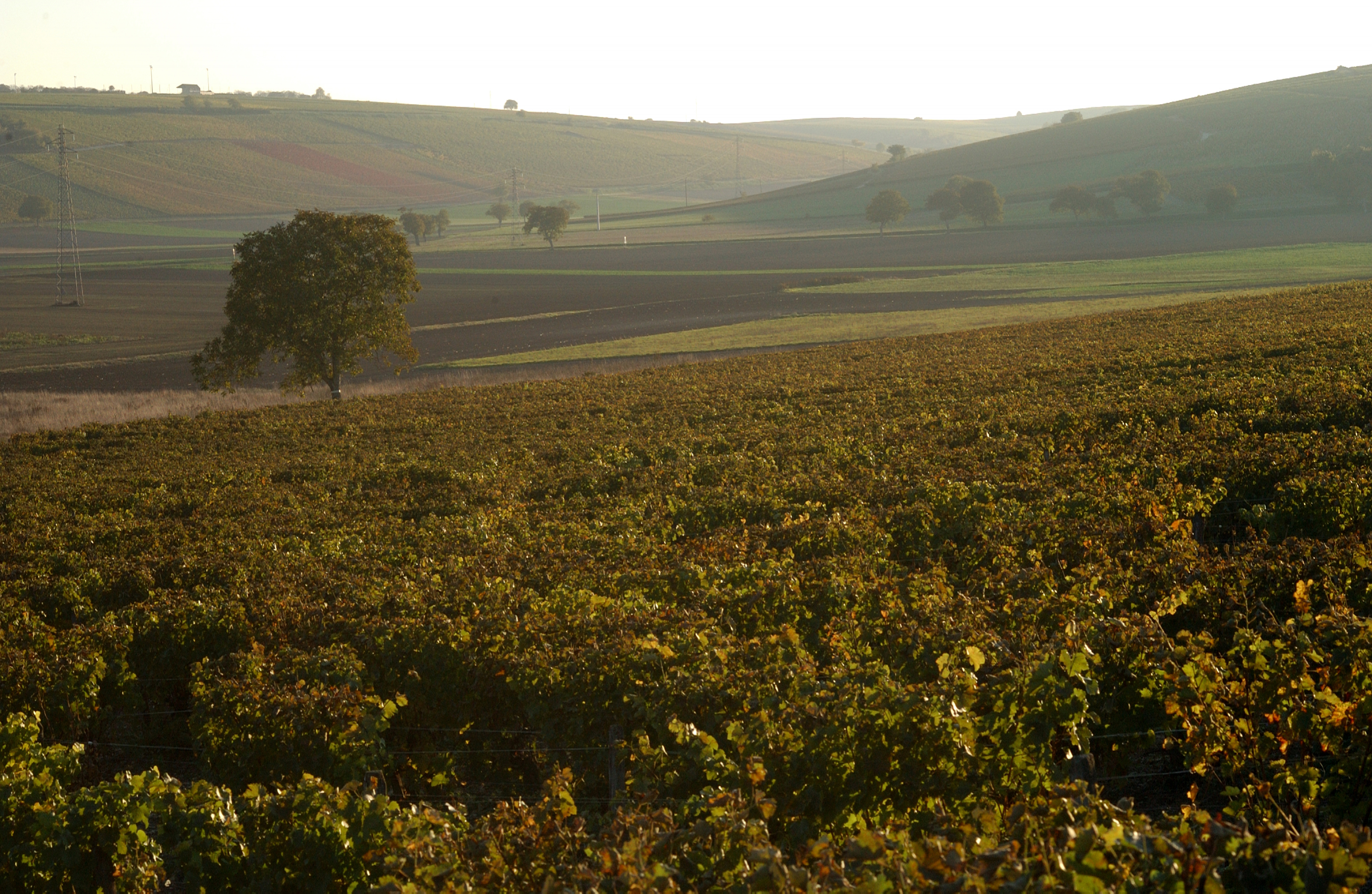
Automne.
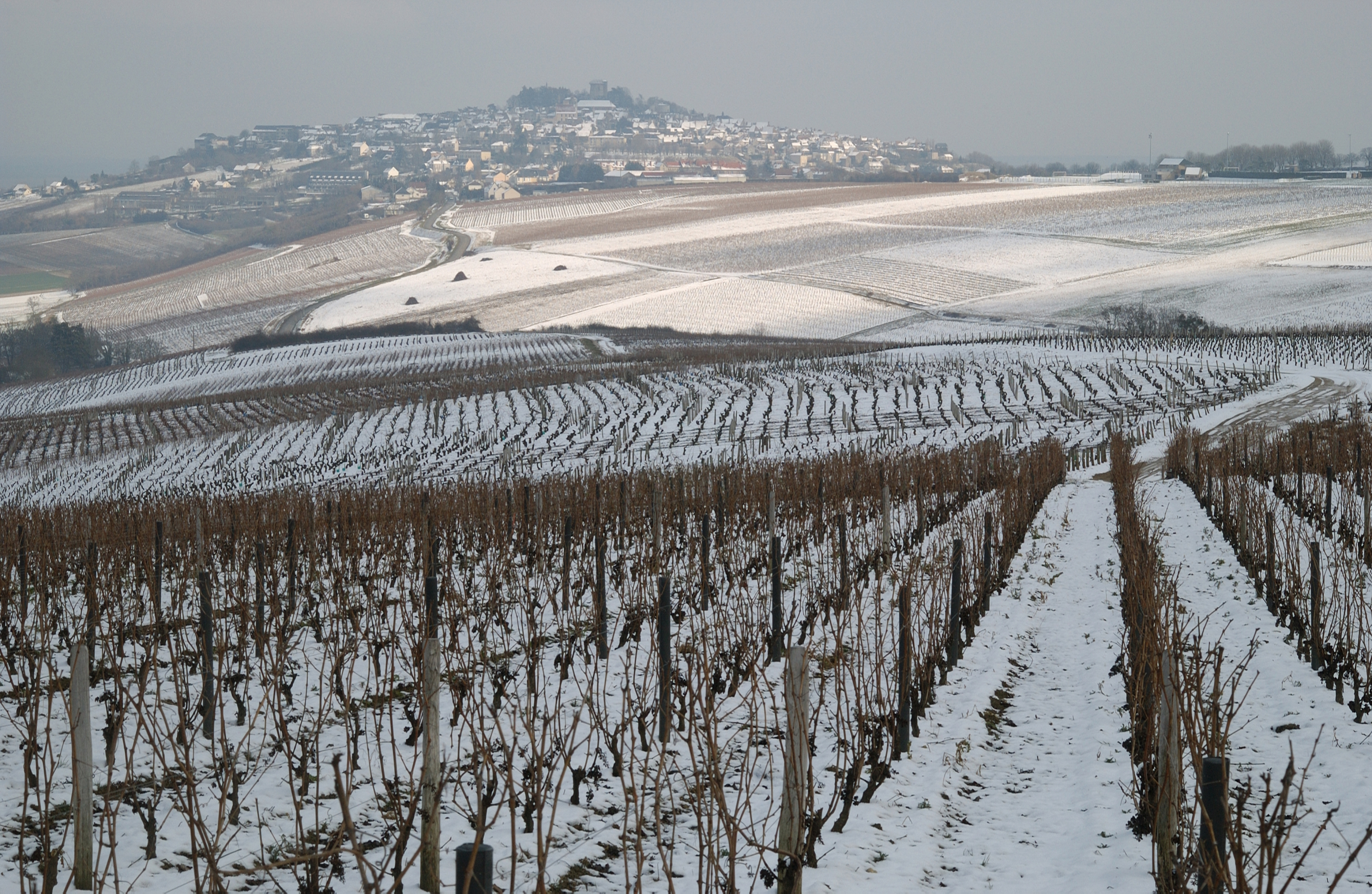
Hiver.

À l’ouest, le massif du Pays Fort, qui culmine à 435 mètres, et son effet de foehn atténue l'influence océanique. Sur ce massif, les pluies dépassent 750 millimètres mais il abrite le reste du vignoble des vents humides et la pluviométrie descend autour de 650 millimètres. De plus, la Loire qui draine l'air froid des vallées adjacentes, joue un rôle de régulateur atténuant les températures lors du cycle végétatif de la vigne.

## Vignoble

### Présentation

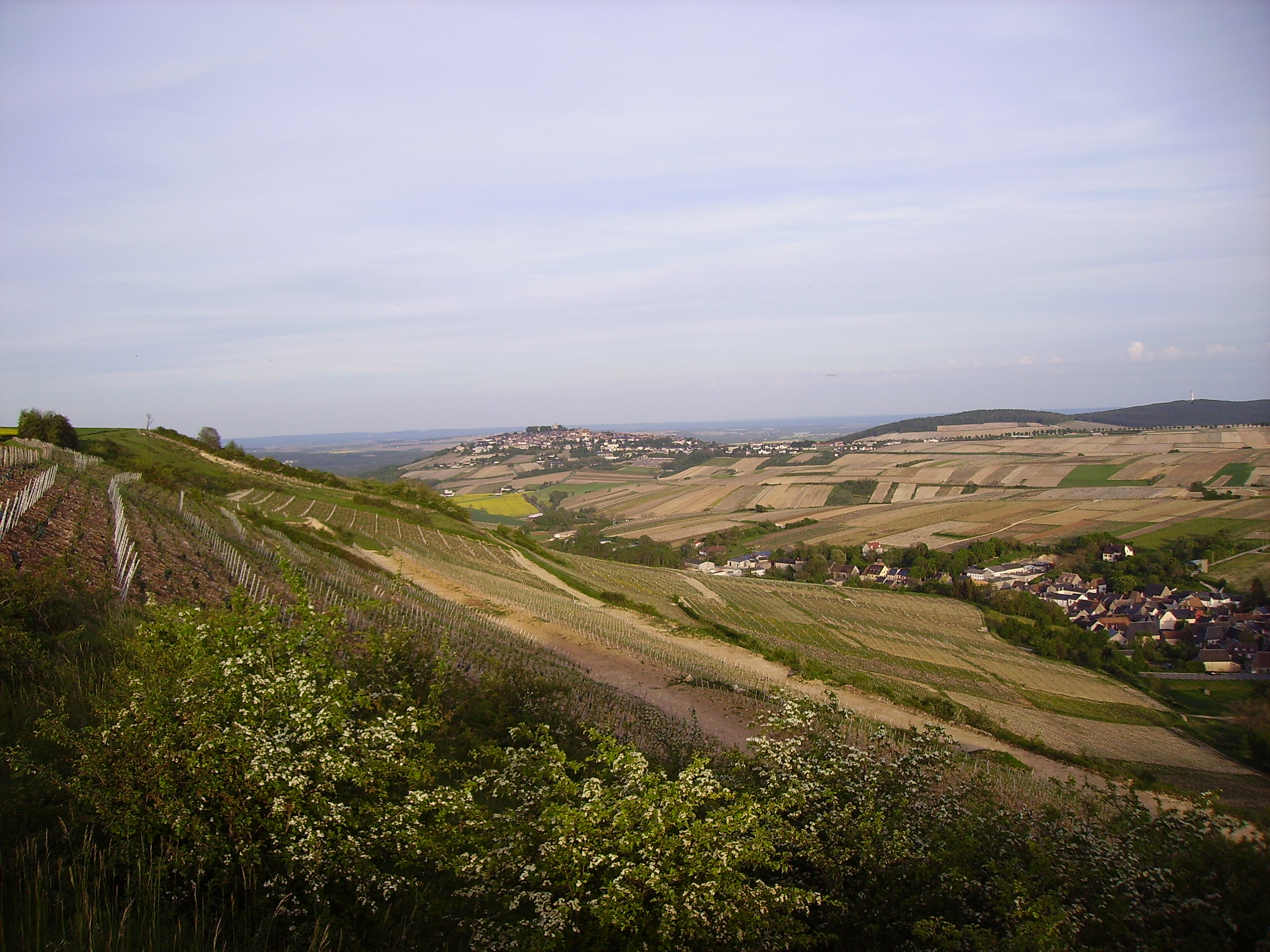
Chavignol et son vignoble.

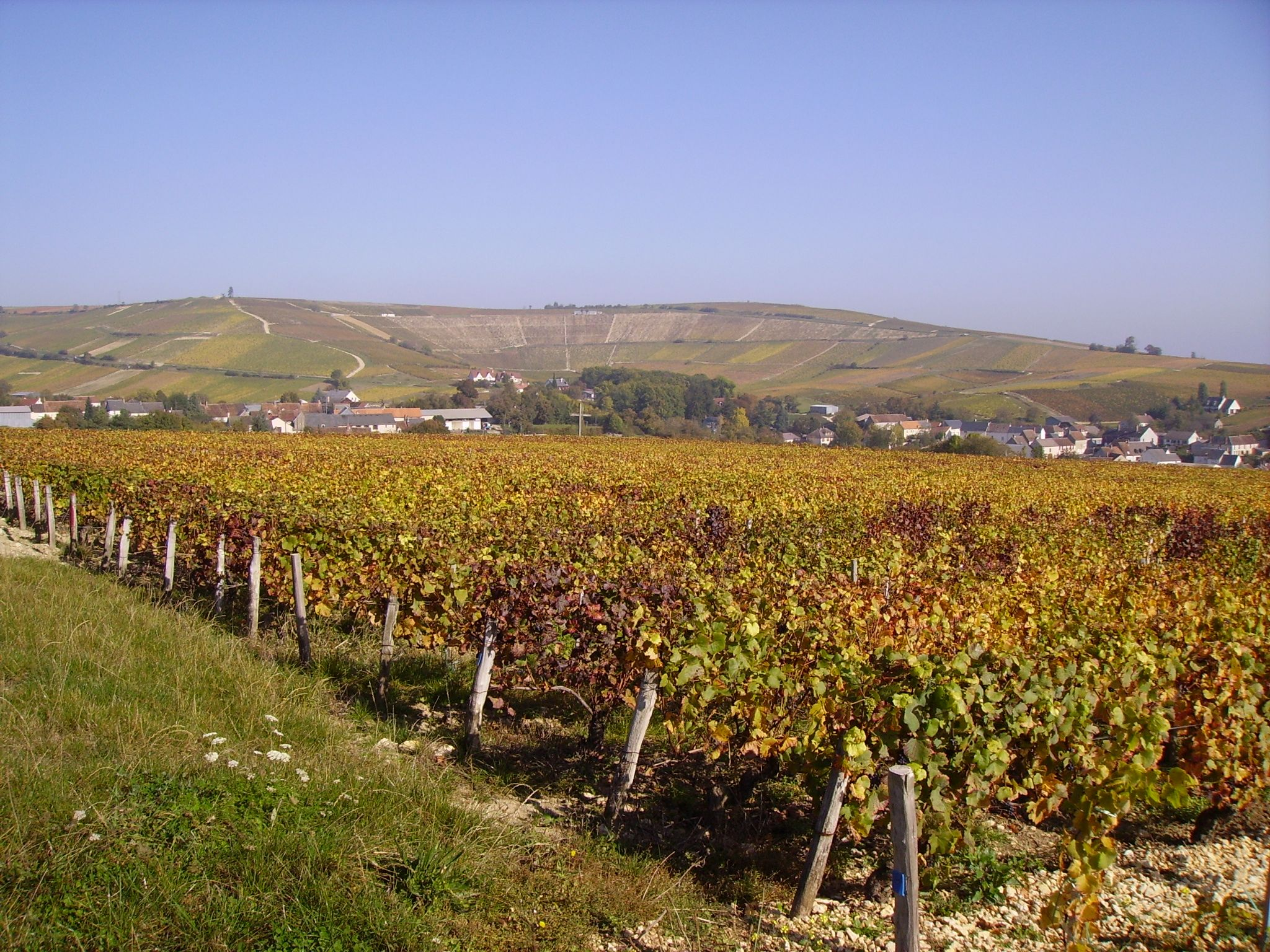
Cirque de Bué.

Le vignoble s'étend sur environ 3 000 hectares et quatorze communes du département du Cher : Bannay, Bué, Crézancy-en-Sancerre, Menetou-Râtel, Ménétréol-sous-Sancerre, Montigny, Saint-Satur, Sainte-Gemme-en-Sancerrois, Sancerre, Sury-en-Vaux, Thauvenay, Veaugues, Verdigny et Vinon.
Située sur la rive gauche de la Loire, la zone géographique de ce terroir viticole recouvre le rebord sud-est du bassin parisien. Ses vignes ont colonisé les collines dont l'altitude maximale culmine entre 200 et 400 mètres. Leur relief se caractérise par des coteaux plus ou moins courbes. Sur ceux-ci, elles s'étagent entre 180 et 350 mètres d’altitude, sur des pentes qui atteignent ou dépassent 50 % de déclivité.

### Encépagement
Les vins blancs sont issus du seul cépage sauvignon B. Les vins rouges et rosés sont issus du cépage pinot noir N.

### Méthodes culturales et réglementaires
« Il n'est pas facile de produire un grand vin avec le sauvignon, cépage de deuxième époque de maturité, non loin de la limite nord de la culture de la vigne, à des altitudes de 200 à 300 m qui influencent encore le climat local et sur des sols qui comptent parmi les plus pentus du pays, d'autant plus que les fermentations se déroulent dans une conjoncture délicate de fin de saison tardive ». Pour pallier ces difficultés, il est d'usage pour le vigneron de ne planter que sur les sols peu profonds et à forte déclivité. De plus, l'obtention d'une récolte optimale exige une densité à la plantation élevée, une conduite de la vigne et une taille rigoureuse. C'est à ce prix que le producteur obtient des vins élégants sur le terroir des caillotes, des vins puissants sur celui des terres blanches, et des vins tout en nuance sur celui des chailloux ou silex.

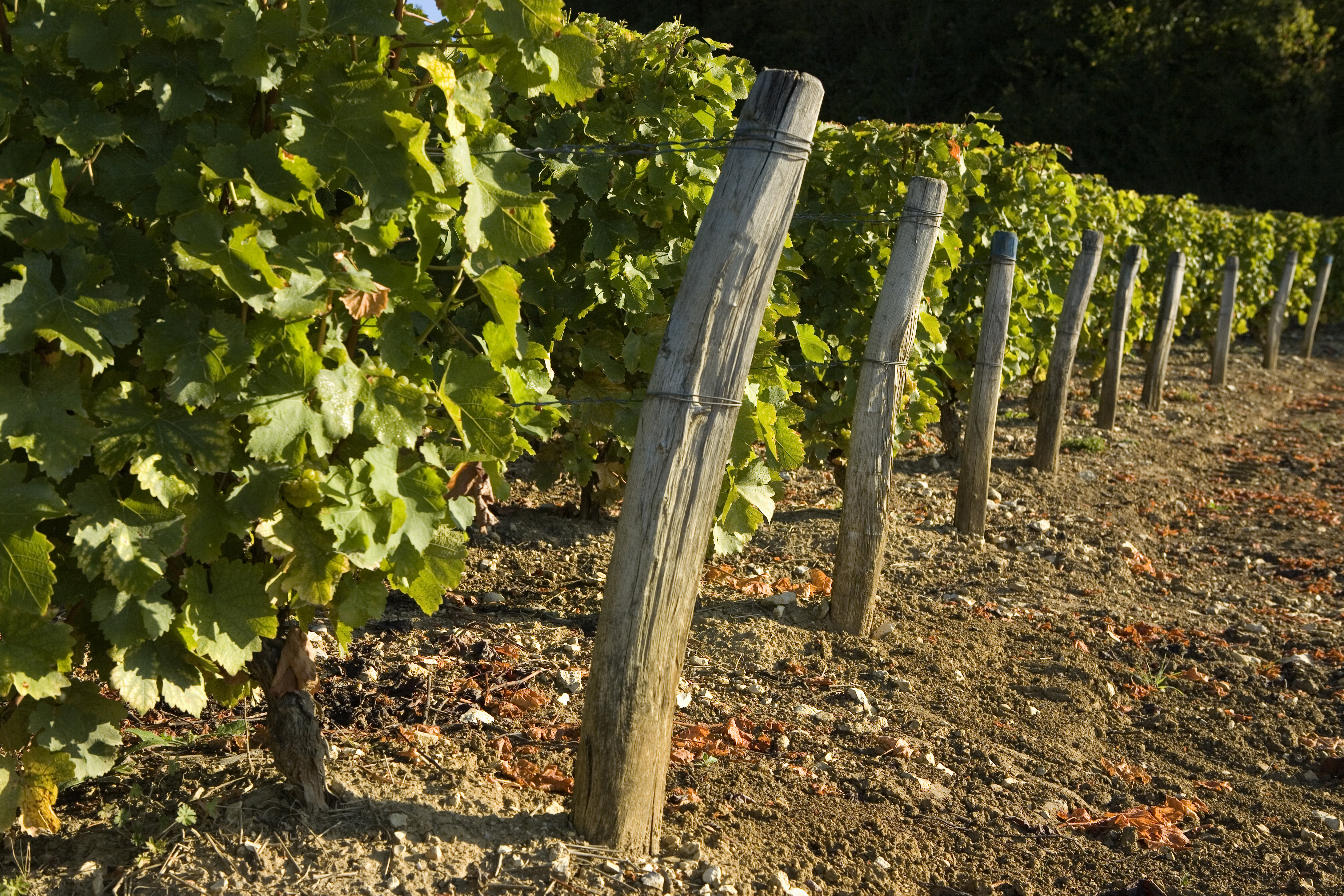
Conduite des vignes dans l'AOC sancerre.

Pour respecter la typicité des vins de l'appellation, l'Institut national de l'origine et de la qualité (INAO) a noté dans le cahier des charges que la densité minimum de plantation doit être de 6 100 pieds à l’hectare, que la taille est soit une guyot (simple ou double) avec un maximum de dix à douze yeux francs par pied, soit une taille courte, sur cordon de Royat, avec un maximum de quatorze yeux francs par pied. Sur cette base, les rendements pour les blancs sont de 65 hl/ha, pour les rouges de 59 hl/ha et pour les rosés de 63 hl/ha.

### Vinification et élevage
Ces vins et leur typicité sont tributaires de la vinification des cépages liés au terroir. Ils subissent des opérations nécessaires à la transformation du moût (nom du jus de raisin) et à l'élaboration du vin. Certaines de ces opérations sont nécessaires, telle la fermentation alcoolique, et d'autres permettent d'affiner le profil du vin, tant au niveau aromatique (olfactif) que gustatif (goûts).

#### Vinification en blanc

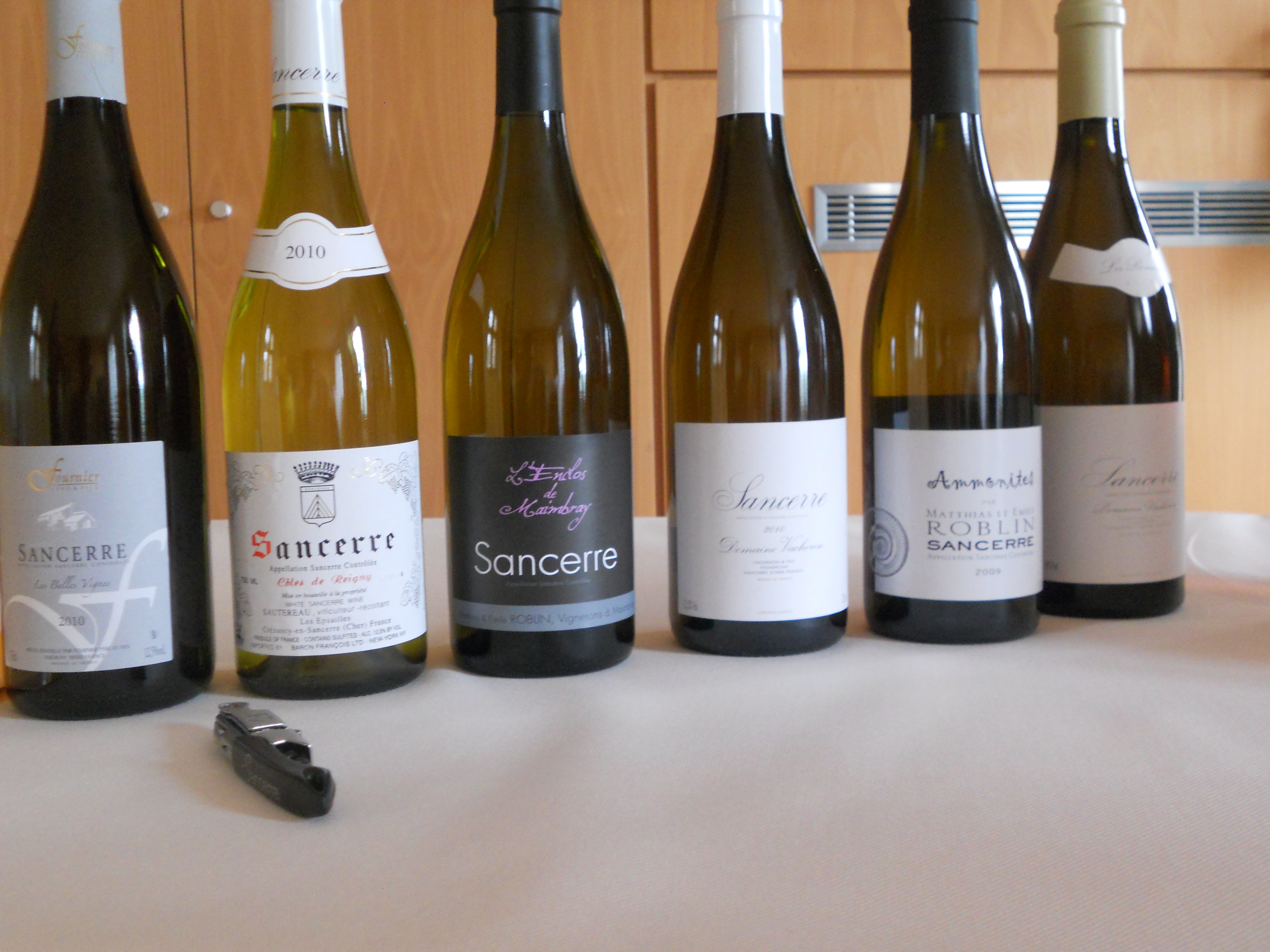
AOC sancerre blanc.

Dans la vinification en blanc la fermentation se déroule en dehors de tout contact avec les parties solides de la vendange (pépins, peaux du raisin, rafles). Le but de cette vinification est de faire ressortir le maximum des arômes contenus d'abord dans le raisin, ensuite en cours de fermentation, enfin lors du vieillissement.
L'extraction du jus et sa séparation des parties solides peuvent être précédés par un éraflage, un foulage et un égouttage, pour passer ensuite au pressurage. Mais ces phases sont évités par nombre de vinificateurs pour éviter l'augmentation des bourbes. Le choix se porte sur une extraction progressive du jus puis un débourbage qui permet d'éliminer toute particule en suspension. Là aussi, encore plus que pour une vinification en rouge, s'impose la maîtrise des températures lors de la fermentation alcoolique. Elle se déroule entre 18 °C et 20 °C et dure entre huit et trente jours selon le type de vin désiré.

#### Vinification en rouge

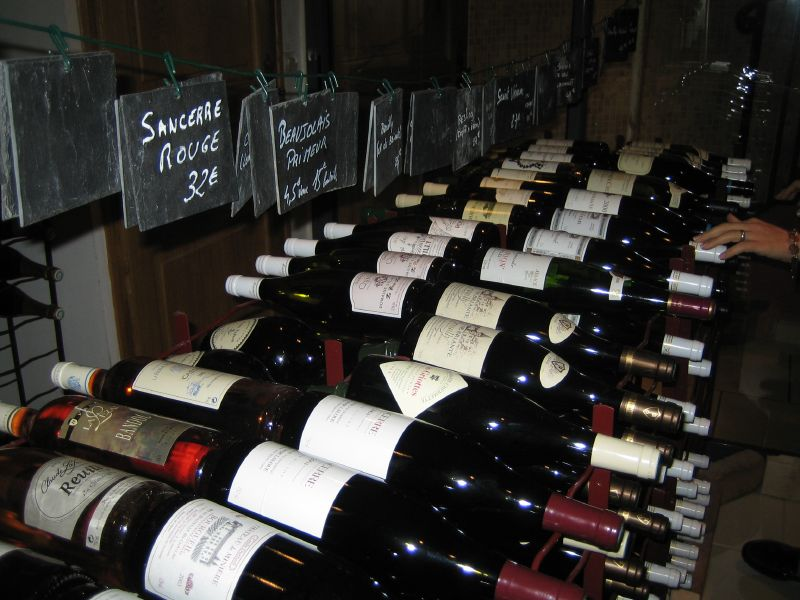
AOC sancerre rouge.

La vinification en rouge consiste à faire un pressurage après que la fermentation a commencé. Pendant toute cette phase, le moût est en contact avec les matières solides de la vendange. Celles-ci sont très riches en tanins, matières colorantes, odorantes, minérales et azotées. Ces substances vont alors se dissoudre plus ou moins dans le moût et se retrouver dans le vin.
C'est la cuvaison pendant laquelle les sucres se transforment en alcool (fermentation alcoolique) et le jus se voit enrichi par les composants du moût. Plus la macération est longue, plus la coloration du vin sera intense. Se dissolvent également les tanins, leur taux sera aussi fonction du temps de la cuvaison. Plus elle sera longue, plus les vins seront aptes à vieillir. Durant cette phase, se produit une forte élévation de la température. Celle-ci est de plus en plus contrôlée par la technique de maîtrise des températures.

#### Vinification en rosé

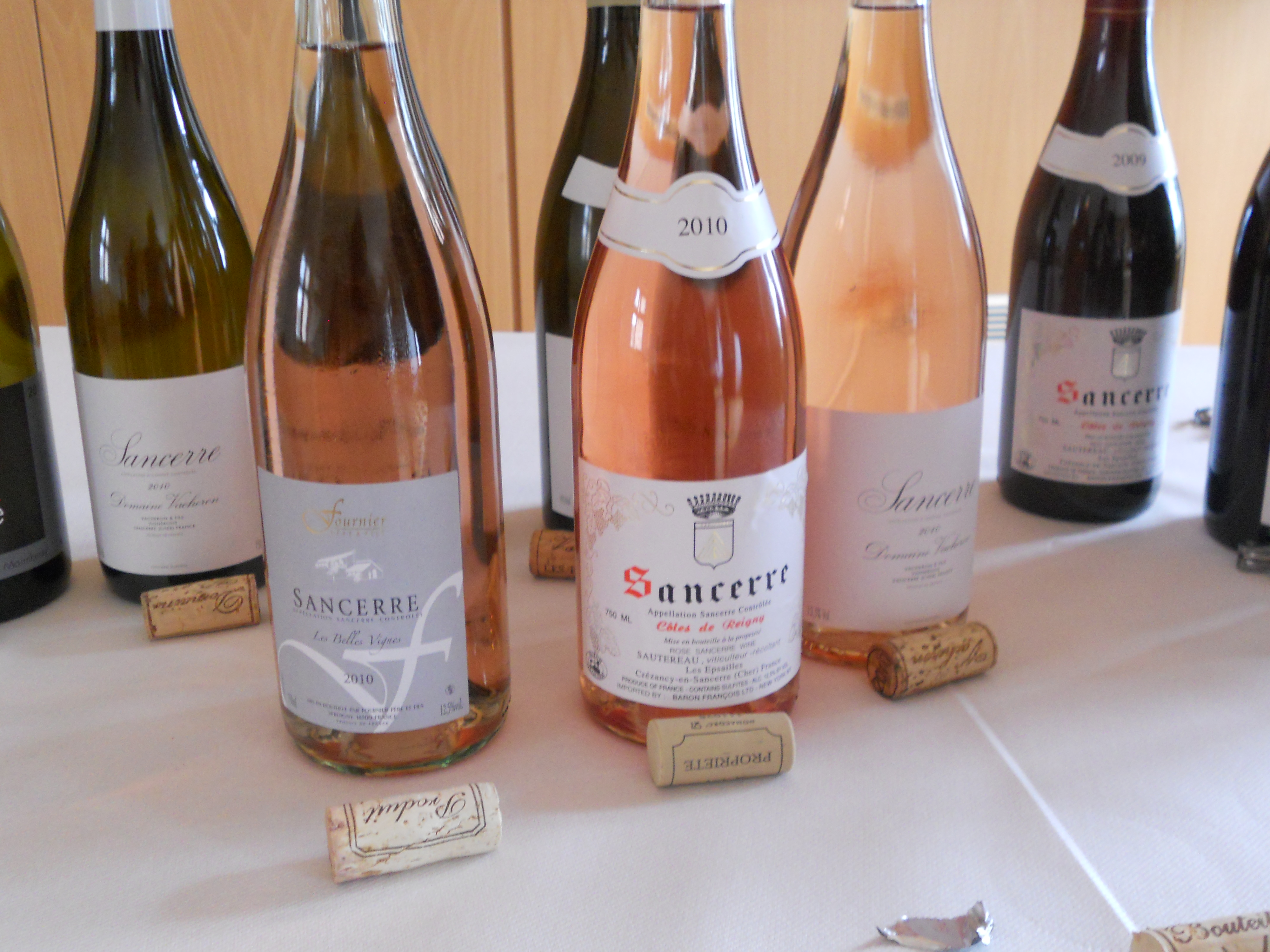
AOC sancerre rosé.

La vinification en rosé se produit par macération, limitée dans le temps, de cépages à pellicule noire. Ses techniques de vinification sont très strictes et n'autorisent en rien en Europe le mélange de vin rouge et blanc. Deux principes différents sont utilisés :
- le premier consiste à extraire par écoulement une partie du jus dès l'encuvage lors de la vinification en rouge ; c'est la saignée. C'est le jus qui s'égoutte sous le poids de la vendange — au maximum entre 20 et 25 % — et qui va macérer durant trois à vingt-quatre heures. Cette méthode produit des vins rosés à la robe soutenue, et la quantité potentielle produite dépend de la concentration recherchée pour le vin rouge produit ;
- le second principe est le pressurage direct, qui consiste à extraire le jus en plusieurs fois, au cours de la macération, qui dure quelques heures. Les jus successivement extraits sont progressivement plus chargés en tanins provenant des peaux, et peuvent ensuite être assemblés. Une vendange bien mûre pourra colorer le jus et sa vinification se fait en blanc[15].

La maîtrise des températures est une nécessité, un vin rosé a une robe qui s'apparente à celle d'un vin rouge très clair, plus le fruit et la fraîcheur des vins blancs.

### Terroirs et vins

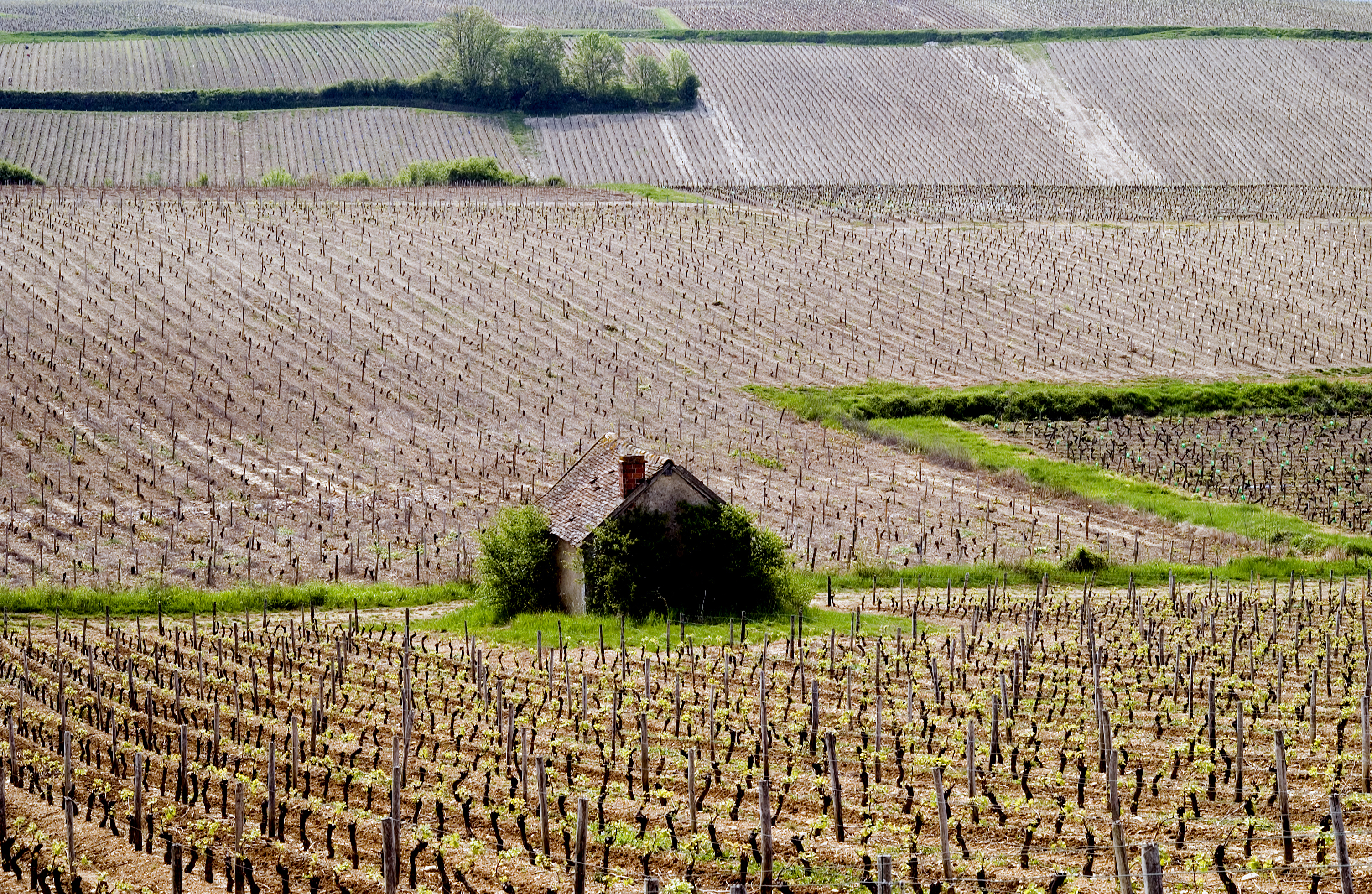
Caillottes et terres blanches.

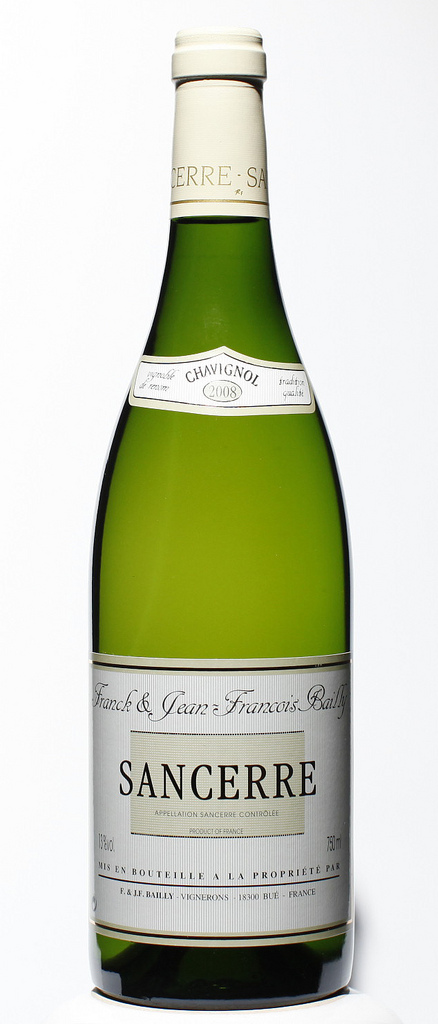
Sancerre du terroir de Chavignol.

Les vins blancs sont produits sur les terroirs de Bannay, Bué, Chavignol, Crézancy-en-Sancerre, Menetou-Râtel, Ménétréol-sous-Sancerre, Montigny, Saint-Satur, Sainte-Gemme-en-Sancerrois, Sancerre, Sury-en-Vaux, Thauvenay, Veaugues, Verdigny et Vinon. La couleur des vins blancs est vert-or pâle. Leurs arômes classiquement développés vont des notes florales aux notes fruitées tels que les agrumes (pamplemousse, pomelos) jusqu'aux notes de pierre à fusil. Ces arômes sont déterminés par les sols sur lesquels la vigne pousse. Calcaires (ou caillottes), argilo-calcaires (ou Terres Blanches) et argiles à silex sont les trois principaux types de terroirs rencontrés sur l'appellation. Les vins blancs sont secs mais ont généralement des bouches assez rondes et un équilibre sur la fraîcheur.
Les vins rouges et rosés sont produits sur l'aire de production de Bué, Crézancy-en-Sancerre, Menetou-Râtel, Montigny, Sainte-Gemme-en-Sancerrois, Sancerre, Sury-en-Vaux, Verdigny et Vinon.
Les vins rouges ont une belle robe cerise et leur odeur est florale. Ce sont des vins équilibrés, avec de la puissance et de la finesse. Le vin rosé est sec et fin, assez gras.

### Gastronomie
Le sancerre blanc s'accorde bien avec les fromages de chèvre et en particulier avec le crottin de Chavignol situé en partie dans l'aire de l'AOC, avec des poissons, coquillages et crustacés. Son mariage est parfait avec des entrées chaudes légèrement épicées. Les rouges et les rosés accompagnent les volailles et les viandes.

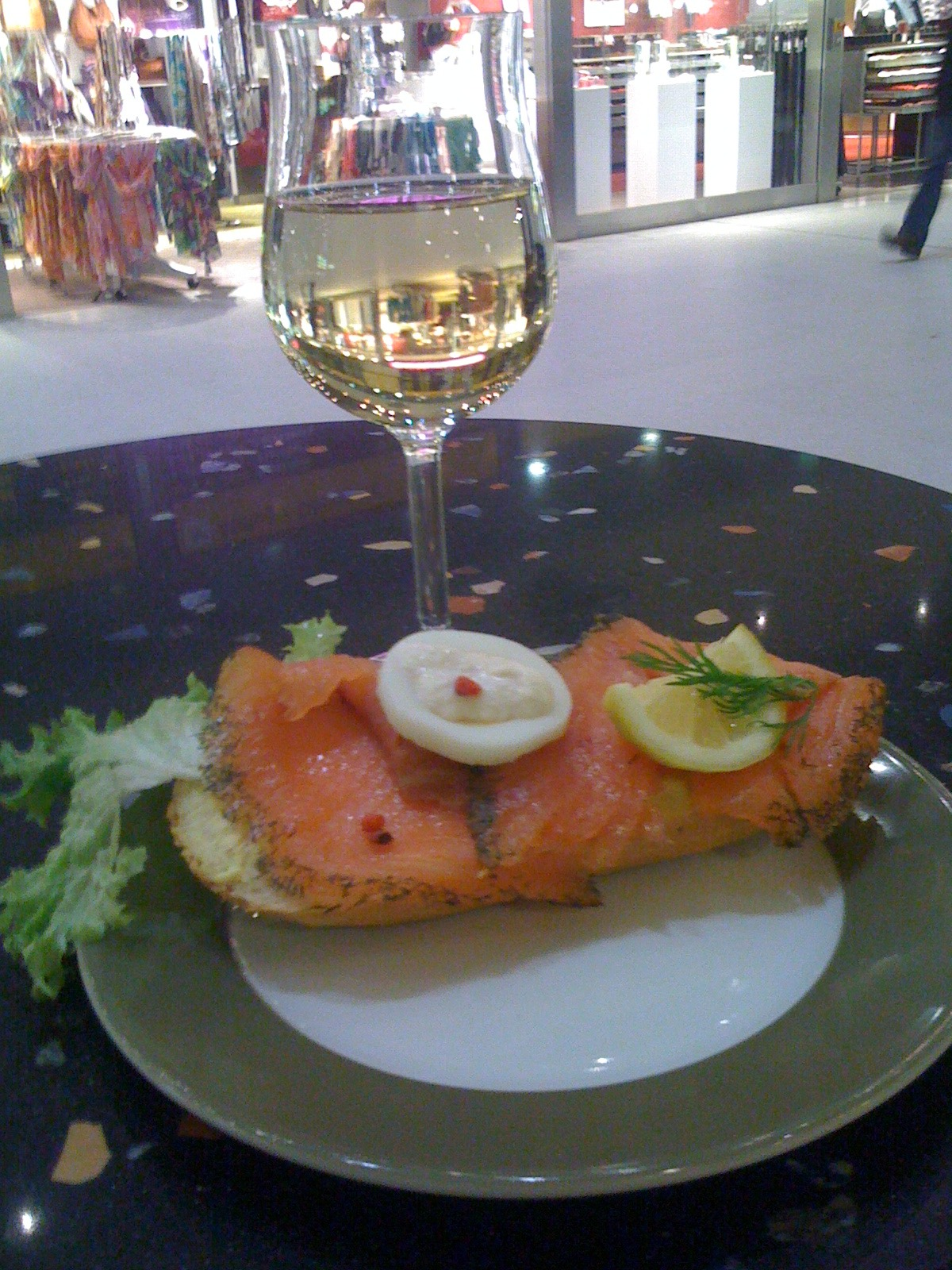
AOC sancerre et saumon.
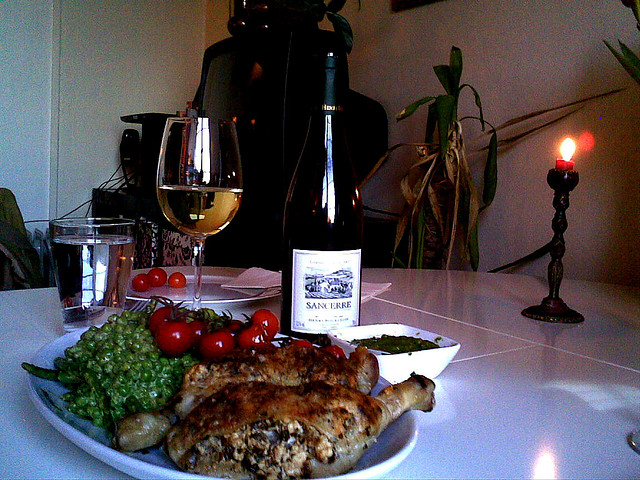
AOC sancerre et volaille.
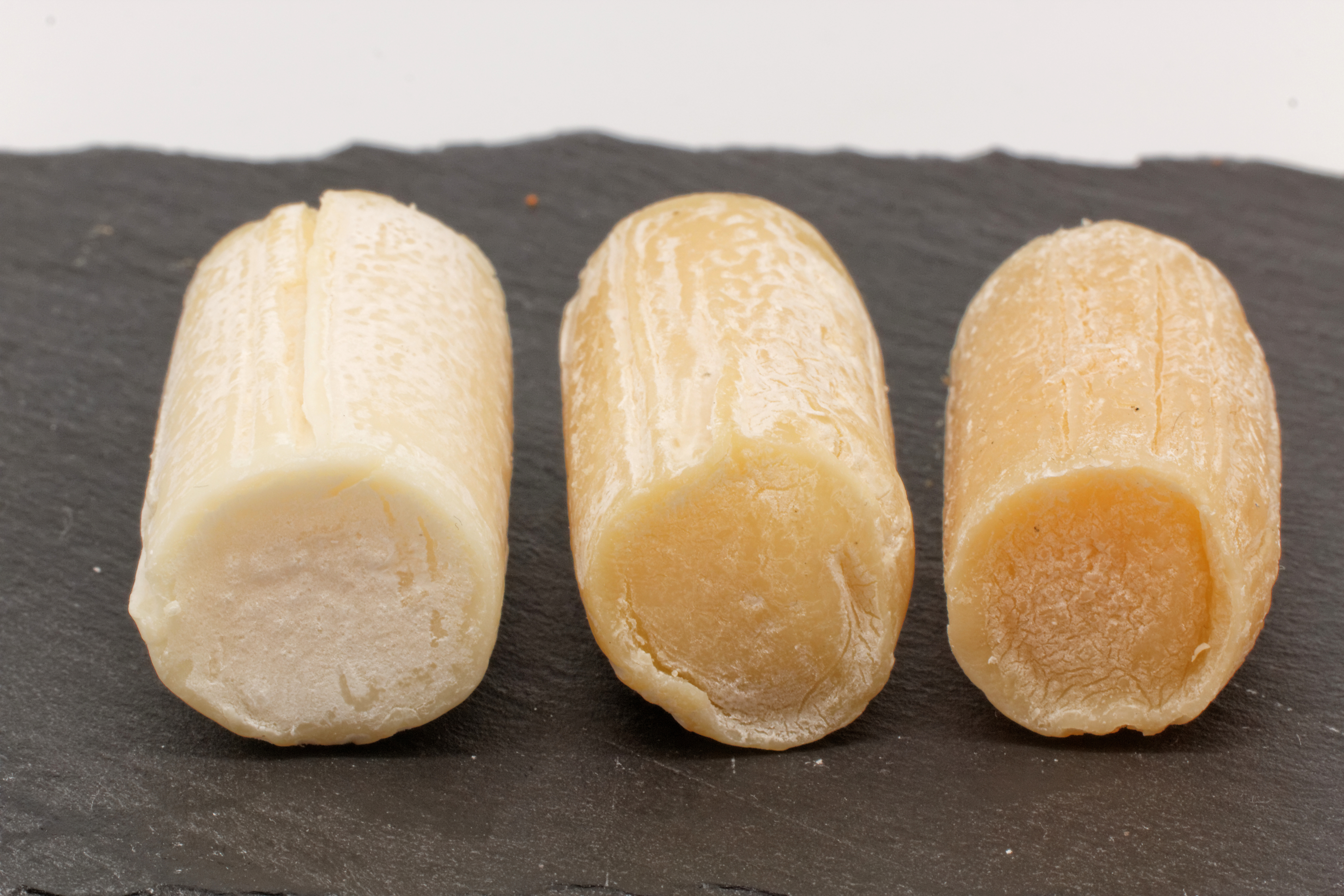
Bouchons de Sancerre
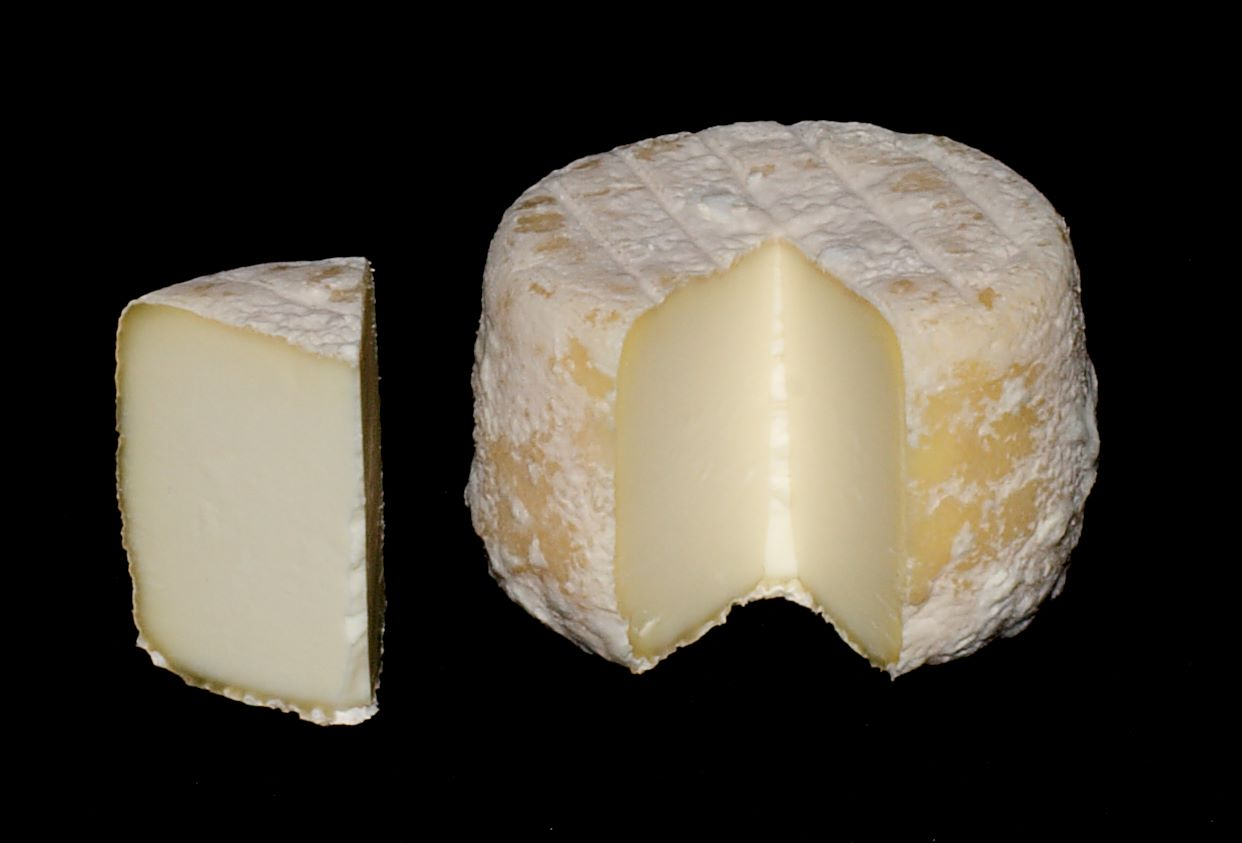
Crottin de Chavignol

Ces vins peuvent se boire jeunes (un à trois ans) mais certains millésimes ont des potentiels de garde étonnants.

## Économie

### Commercialisation
Sur une récolte moyenne de 179 000 hl, il y a 146 000 hl de vin blanc, 19 000 hl de vin rouge et 14 000 hl de vin rosé. La commercialisation de cette appellation se fait par divers canaux de vente : dans les caveaux des viticulteurs, dans les salons des vins (vignerons indépendants, etc.), dans les foires gastronomiques, par exportation, dans les cafés-hôtels-restaurants (CHR), dans les grandes et moyennes surfaces (GMS).

### Structure des exploitations
Les opérateurs de l'appellation sont au nombre de 409 dont 330 viticulteurs. Les vinificateurs sont au nombre de 257, dont 223 possèdent des caves indépendantes, 33 sont négociants et une cave coopératives reçoit les apports de ses adhérents. On relève sur le secteur de l'appellation de sancerre, 188 exploitants-commercialisants[réf. souhaitée].

### Producteurs
Les producteurs de l'appellation sont répartis dans une zone alentour, composée de :
Bué :
- Auchère Philippe
- Domaine La Croix Saint-Laurent, Joël et Sylvie Cirotte
- Domaine Gérard et Pierre Morin

Chavignol :
- Domaine Gérard Boulay
- Domaine Henri Bourgeois
- Domaine François Cotat
- Domaine Vincent et Jean-Yves Delaporte
- Domaine Yves et Pierre Martin
- Domaine Gilles Lesimple

Crézancy-en-Sancerre :
- Domaine Daniel et Simon Chotard
- Domaine Durand, Les Epsailles
- Domaine la Gemière
- Domaine de Sacy

Pouilly-sur-Loire :
- Domaine Les Chaumes, Jean-Jacques Bardin
- Domaine Comte Lafond et La Poussie

Sancerre :
- Hubert Brochard
- Nicolas Brock, Domaine de Sarry
- La Cave des Vins de Sancerre
- Domaine Pascal Cotat
- Bernard Fleuriet et fils
- Domaine Fontaine
- Domaine Fouassier père et fils
- Domaine Vincent Grall
- Pascal Jolivet
- Domaine Serge Laporte
- Château de Sancerre, Société Marnier-Lapostolle
- Domaine de la Moussière - Alphonse Mellot
- Vignobles Joseph Mellot
- Roger et Christophe Moreux
- Domaine de la Perrière
- Thomas-Labaille
- Domaine Roland Tissier et fils
- Domaine Vacheron
- Domaine Thierry Veron - Cave de la Bouquette
- Domaine du Vieux Prêche

Sury-en-Vaux :
- Château La Rabotine - Alban Roblin
- Domaine Matthias et Émile Roblin
- Domaine Henry Dion et fils
- Domaine Alain Gueneau
- Domaine Jean-Marc Pastou
- Domaine Raimbault-Pineau
- Domaine Noël et Jean-Luc Raimbault
- Domaine Michel Thomas et Fils

Verdigny :
- Domaine André Dezat et fils
- Domaine Denizot
- Domaine Fournier père et fils
- Domaine Reverdy Bernard et fils

Thauvenay :
- Domaine Eric Louis-Les Celliers de la Pauline
- SAS Serge Laloue